# 지속농업

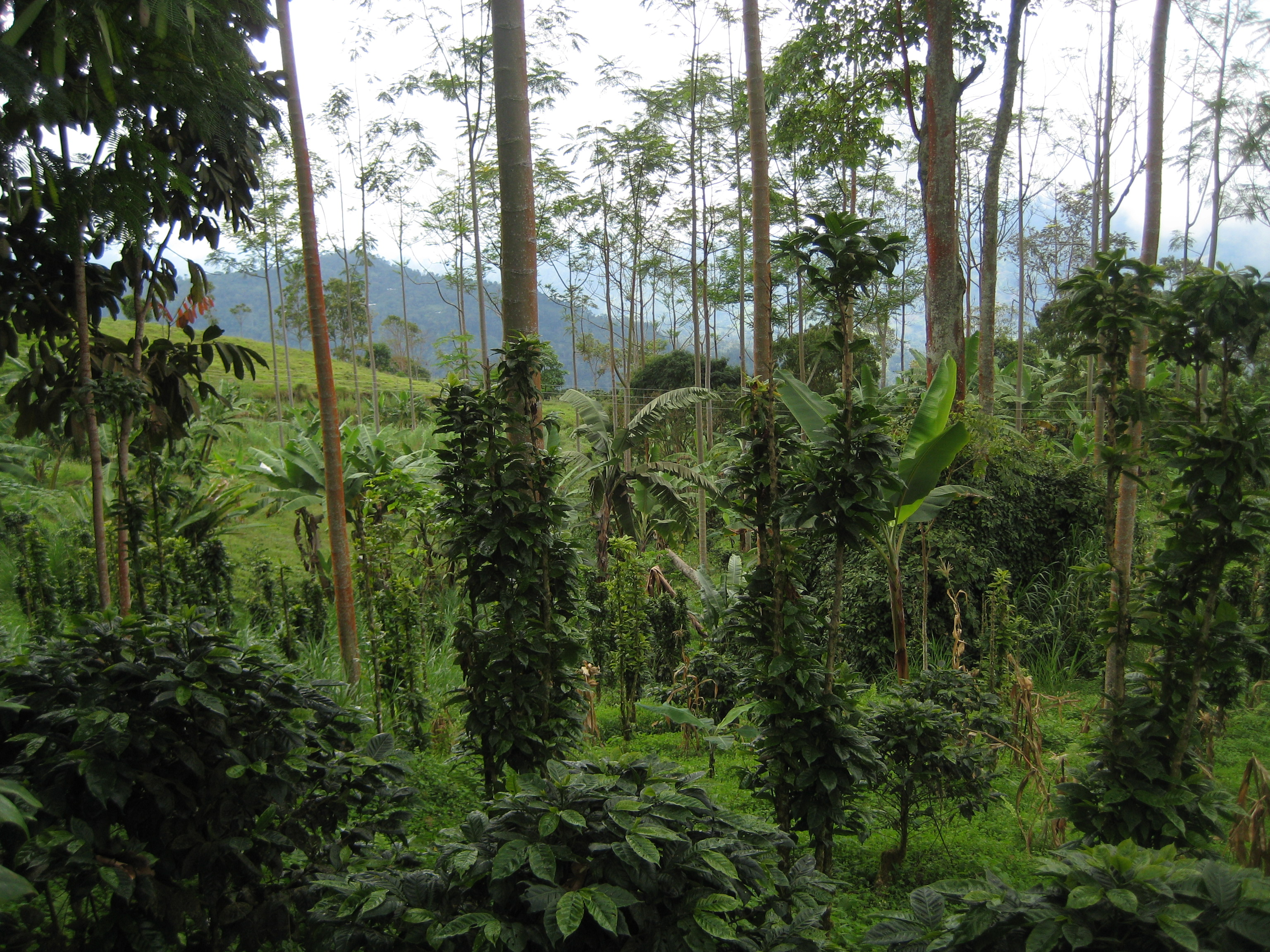
자연 생태계를 모방한 다문화(지속농업의 한 예)의 한 형태인 그늘 재배 커피. 나무는 그늘, 영양분, 그리고 토양 구조와 같은 커피 식물을 위한 자원을 제공한다 (농부들은 커피와 목재를 수확한다)

지속농업은 현재 또는 미래 세대가 필요를 충족시킬 수 있는 능력을 손상시키지 않고 사회의 현재 식량 및 섬유 수요를 충족시키는 지속 가능한 방식으로 농업을 하는 것이다. 그것은 생태계 서비스에 대한 이해를 기반으로 할 수 있다. 농업의 지속 가능성을 높일 수 있는 많은 방법이 있다. 지속 가능한 식량 체계 내에서 농업을 발전시킬 때, 유연한 비즈니스 과정과 농업 관행을 개발하는 것이 중요하다. 농업은 기후 변화(식량 체계가 인위적인 온실 가스 배출의 3분의 1을 차지함), 물 부족, 수질 오염, 토지 황폐화, 삼림 벌채 및 기타 과정을 야기하는 데 중요한 역할을 하는 막대한 환경적 발자국을 가지고 있으며, 환경 변화를 야기하고 이러한 변화에 영향을 받고 있다. 지속농업은 인간 또는 자연 체계에 손상 없이 농작물 또는 가축을 생산할 수 있는 환경 친화적인 농업 방법으로 구성되어 있다. 그것은 농장 또는 인근 지역에서 일하거나 사는 사람들뿐만 아니라 토양, 물, 생물 다양성, 주변 자원 또는 하류 자원에 악영향을 미치는 것을 방지하는 것을 포함한다. 지속농업의 요소는 경작, 농업, 혼합 농업, 다수 작물 재배 및 작물 순환을 포함할 수 있다.
지속 가능한 식품 시스템을 개발하는 것은 인간 인구의 지속 가능성에 기여한다. 예를 들어, 기후 변화를 완화하는 가장 좋은 방법 중 하나는 지속농업에 기반한 지속 가능한 식품 시스템을 만드는 것이다. 지속농업은 농업 시스템이 변화하는 환경 조건 내에서 증가하는 인구를 먹일 수 있도록 하는 잠재적인 해결책을 제공한다. 지속농업 관행 외에도, 지속 가능한 식단으로의 식단 변화는 환경 영향을 상당히 줄이는 밀접한 방법이다. 유기농 인증, 열대우림 동맹, 공정 무역, UTZ 인증, 글로벌 GAP, 버드 프렌들리, 그리고 커피 공동체를 위한 공동 코드 (4C)를 포함하여, 수많은 지속 가능 기준과 인증 시스템이 존재한다.

## 정의
"지속농업"이라는 용어는 USDA가 1977년에 정의한 식물 및 동물 생산 관행의 통합된 시스템으로, 장기적으로 지역별로 된 것이다.
- 인간의 식량과 섬유 수요를 충족시킨다
- 환경의 질과 농업경제가 의존하는 천연자원 기반을 강화한다
- 재생 불가능한 자원과 농장 내 자원을 가장 효율적으로 사용하고 적절한 경우 자연 생물학적 주기와 통제를 통합한다
- 농장 운영의 경제성을 유지한다
- 농부와 사회 전체의 삶의 질을 높인다

그러나 이 땅과 지속 가능한 관계를 갖는다는 생각은 어휘에 공식적으로 추가되기 전까지 원주민 공동체에서 수세기 동안 널리 퍼져 있었다.

## 목표
지속농업이 증가하는 인구를 먹이는 가장 현실적인 방법이라는 것에 공통적인 의견이 일치한다. 지구의 인구를 성공적으로 먹이기 위해서는 농업 관행이 환경과 그들이 연료를 공급하는 지역 사회 모두에 미래의 비용을 고려해야 한다. 모든 사람에게 충분한 자원을 제공할 수 없다는 두려움은 농장 생산성을 증가시키기 위한 지속 가능성 분야의 기술 채택으로 이어졌다. 이 발전의 이상적인 최종 결과는 전 세계에서 계속 증가하는 인구를 먹이는 능력이다. 지속농업의 증가하는 인기는 인류를 먹이는 능력 측면에서 지구의 운반 능력(또는 행성 경계)에 도달했거나 심지어 초과했다는 광범위한 두려움과 관련이 있다.

### 핵심원칙
농업의 지속가능성과 관련된 몇 가지 주요 원칙이 있다:
1. 영양 사이클링, 토양 재생, 질소 고정 등 생물학적, 생태학적 과정을 농·식품 생산 관행에 접목하는 것
2. 재생 불가능하고 지속 불가능한 입력(특히 환경적으로 유해한 입력)의 감소된 양을 사용
3. 농업인의 전문성을 활용하여 토지를 생산적으로 일구는 것은 물론 농업인의 자립과 자급을 도모하는 것
4. 서로 다른 능력을 가진 사람들의 협력과 협업을 통해 농업과 천연자원 문제를 해결하는 것 병해충 관리와 관개 문제를 해결하는 것

지속가능성은 영원히, 즉 끝없는 재생을 촉진하도록 설계된 농업 환경으로 쉽게 정의되기 때문에 장기적 경제뿐만 아니라 단기적 경제도 고려한다. 자원 보존의 필요성과 생계를 추구하는 농부들의 필요성 사이의 균형을 맞추고 있다.
그것은 인간의 풍경 안에 생물의 다양성을 수용하는 화해 생태로 여겨진다.
농업 내에서 지속 가능한 관행의 실행은 종종 기술과 환경에 중점을 둔 적절한 기술의 채택을 통해 이루어진다.

## 환경 요인

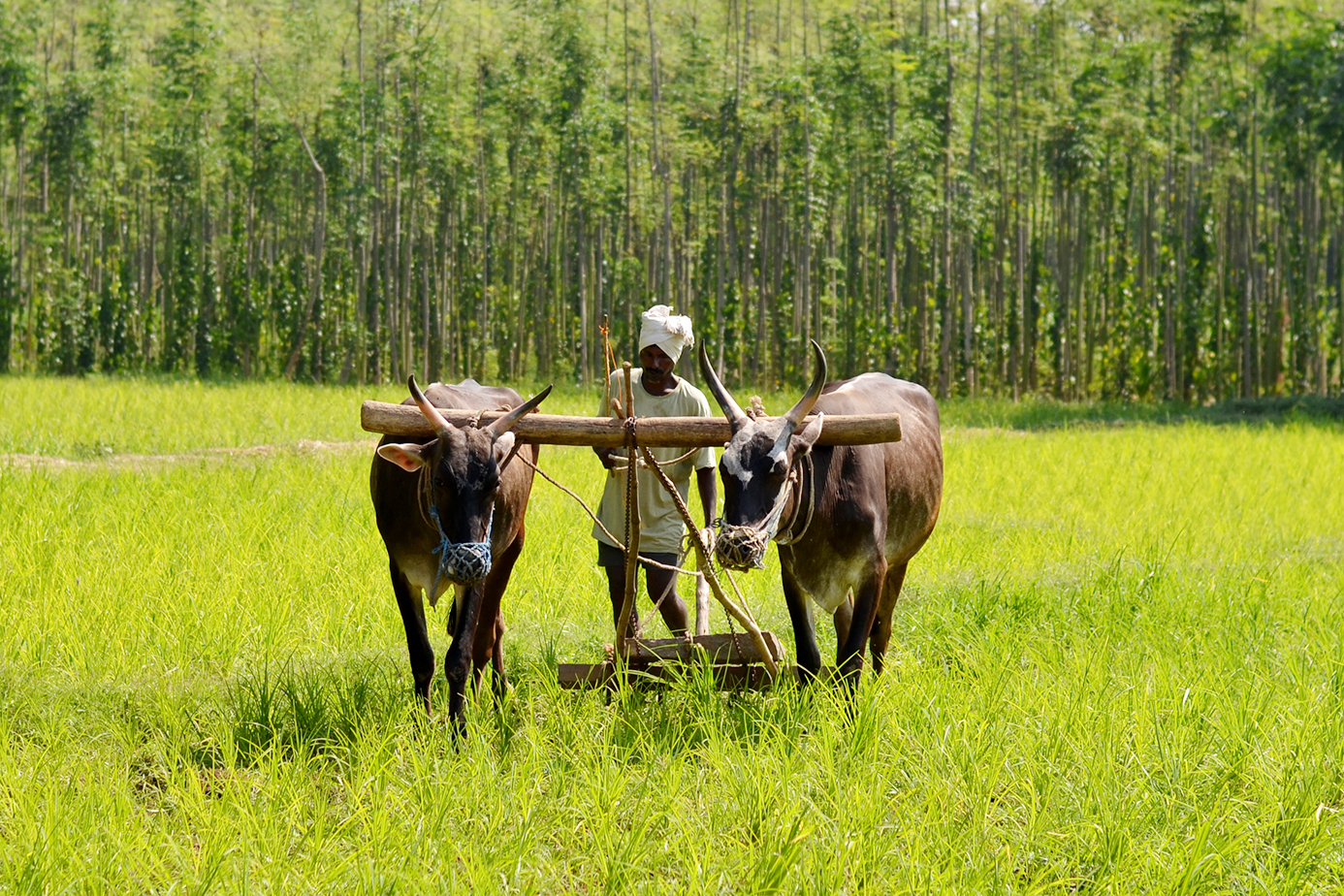
탄소발자국이 적은 전통적인 농법

토양에 장기적인 손상을 일으킬 수 있는 관행으로는 토양의 과도한 경작(침식 초래)과 적절한 배수가 없는 관개(염수화 초래)가 있다.

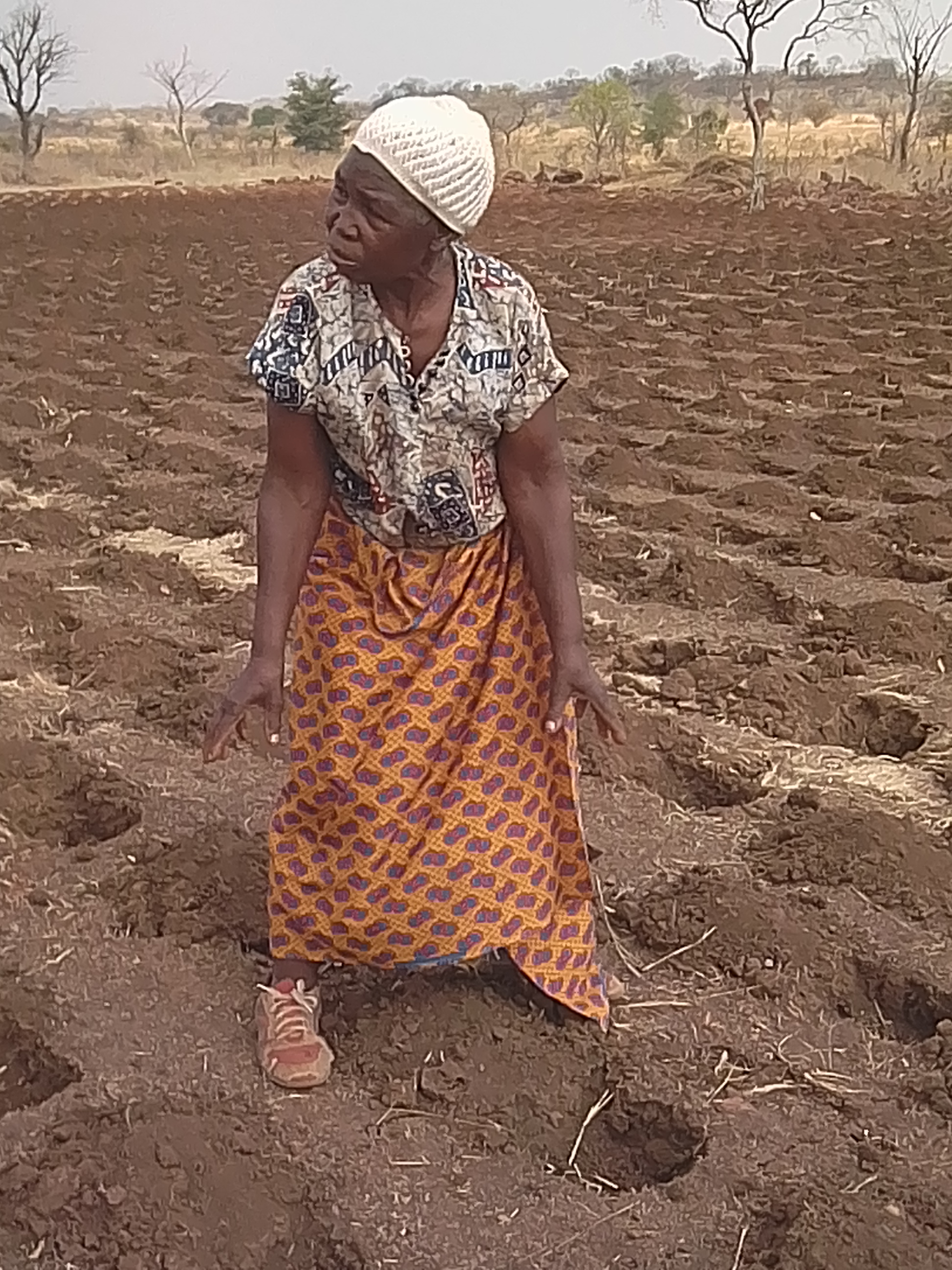
잠비아의 보존농업

농경지의 가장 중요한 요소는 기후, 토양, 영양분과 수자원이다. 네 가지 중에서 물과 토양의 보존은 인간의 개입에 가장 적합하다. 농부들이 농작물을 재배하고 수확할 때, 그들은 토양에서 약간의 영양분을 제거한다. 보충하지 않으면, 토지는 영양분 고갈로 고통 받고, 사용할 수 없게 되거나 수확량 감소로 고통을 받는다. 지속 가능한 농업은 천연 가스나 광물 광석과 같은 재생 불가능한 자원의 사용이나 필요를 최소화하면서 토양을 보충하는 것에 의존한다.

"영구적으로 생산"할 수 있지만 다른 곳의 환경 품질에 부정적인 영향을 미치는 농장은 지속 가능한 농업이 아니다. 세계적인 견해가 보장될 수 있는 예로는 비료 또는 거름을 적용하는 것이 있는데, 이는 농장의 생산성을 향상시킬 수 있지만 인근 강과 해안 수역을 오염시킬 수 있다(영양화). 다른 극단적인 경우도 바람직하지 않을 수 있는데, 토양의 영양분 고갈로 인한 낮은 농작물 수확량의 문제가 열대 우림 파괴와 관련이 있기 때문이다. 아시아에서 지속 가능한 농업을 위해 필요한 토지의 구체적인 양은 동물 사료용 토지, 현금 작물로서의 곡물 생산 및 기타 식량 작물을 포함하여 약 12.5 에이커다. 일부 경우에는 작은 단위의 양식이 포함된다(AARI-1996).

### 영양분

#### 질산염
질산염은 농업에서 비료로 널리 사용된다. 불행하게도 농업과 관련된 주요 환경 문제는 환경으로 질산염이 침출되는 것이다. 원칙적으로 무한정 구할 수 있는 질산염의 가능한 공급원은 다음과 같다:
1. 작물 쓰레기와 가축 또는 처리된 분뇨를 재활용하기[25]
2. 뿌리공포증이라고 불리는 질소 고정 박테리아와 공생하는 콩, 땅콩이나 알팔파와 같은 콩과 식물을 재배하는 것[26]
3. 현재 천연가스에서 파생되는 수소를 사용한 하버 공정에 의한 질소의 산업적 생산 (그러나 이 수소는 대신 재생 가능한 전기를 사용하여 물을 전기분해하여 만들 수 있다)
4. 질소 고정 공생체를 형성하거나 미생물 공생체 없이 질소를 고정하기 위한 유전자 조작(콩과 식물이 아닌) 작물[27]

마지막 옵션은 1970년대에 제안되었지만 점차 실현 가능해지고 있다. 인과 칼륨과 같은 다른 영양소 입력을 대체할 수 있는 지속 가능한 옵션은 더 제한적이다.
다른 옵션으로는 장기간의 작물 순환, 나일강의 범람 등 매년 경작지가 범람하는 자연 순환으로의 복귀(잃어버린 영양분 반환), 바이오차의 장기간 사용, 병해충, 가뭄, 영양분 부족 등 이상적인 조건보다 덜 적응된 작물 및 가축의 토지 경주 사용 등이 있다. 높은 수준의 토양 영양분을 필요로 하는 작물은 적절한 비료 관리 관행을 통해 보다 지속 가능한 방식으로 재배할 수 있다.

#### 인산염
인산염은 비료의 주요 성분이다. 이것은 질소 다음으로 식물에게 중요한 영양소이며, 종종 제한 요소이다. 이것은 토양의 비옥함과 작물의 수확량을 향상시킬 수 있기 때문에 지속 가능한 농업에 중요하다. 인은 광합성, 에너지 전달, 신호 전달, 고분자 생합성 및 호흡을 포함한 모든 주요 대사 과정에 관여한다. 이것은 뿌리의 분화, 힘과 씨앗 형성에 필요하고 질병 저항성을 증가시킬 수 있다.
인은 토양에서 무기질 및 유기질 형태로 발견되며 토양 바이오매스의 약 0.05%를 구성한다. 인 비료는 농업 토양에서 무기질 인의 주요 투입물이며 경작 토양에서 인의 약 70-80%는 무기질이다. 인산염 함유 화학비료를 장기간 사용하면 부영양화가 발생하고 토양 미생물의 수명이 고갈되므로 사람들은 다른 원천을 찾아 왔다.
인 비료는 인산암석으로 제조된다. 그러나 인산암석은 재생이 불가능한 자원이며 농업용 채굴로 고갈되고 있다. 인 생산량이 최대가 되는 시점은 앞으로 수백 년 안에, 또는 아마도 더 이른 시기에 발생할 것이다.

#### 칼륨
칼륨은 식물 발달에 매우 중요한 주요 영양소이며 비료에서 흔히 발견된다. 이 영양소는 작물의 수분 유지, 영양소 가치, 수확량, 맛, 색상, 질감 및 내병성을 향상시키기 때문에 농업에 필수적이다. 이것은 곡물, 과일, 채소, 쌀, 밀, 밀레, 설탕, 옥수수, 콩, 팜유 및 커피의 재배에 종종 사용된다.
염화칼륨(KCl)은 농업용으로 생산되는 전체 칼륨의 90%를 차지하는 가장 광범위한 K 공급원이다.
KCl의 사용은 토양 염분의 증가, 영양분 이용 가능성의 불균형 및 토양 생물에 대한 이 이온의 생물학적 효과로 인해 토양에 고농도의 염화물(Cl ˉ)이 건강을 해치게 한다. 결과적으로 식물과 토양 생물의 발달이 영향을 받아 토양 생물 다양성과 농업 생산성에 위험을 초래한다. KCl을 대체할 수 있는 지속 가능한 옵션은 염화물이 없는 비료이며 식물의 영양 수요 및 토양 건강 증진을 고려해야 한다.

#### 흙

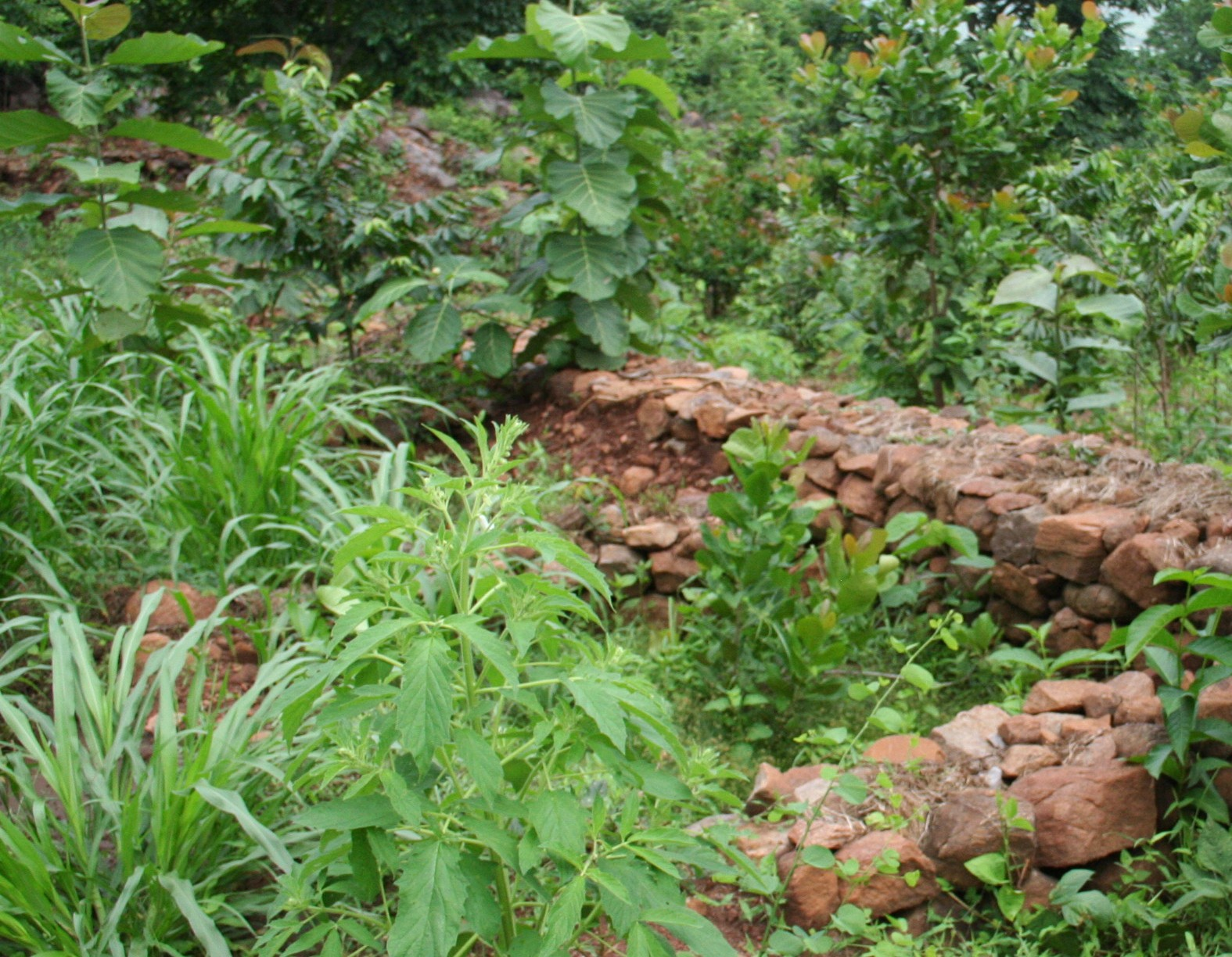
물 유실을 방지하기 위해 지어진 벽, 인도 안드라프라데시

토지 황폐화는 심각한 세계적인 문제가 되고 있다. 기후 변화에 관한 정부간 패널에 따르면, 지구에 빙하가 없는 땅 면적의 약 4분의 1이 인간이 유발하는 황폐화(중간 신뢰도)를 겪고 있다. 농경지로부터의 토양 침식은 현재 토양 형성률(중간 신뢰도)보다 10배에서 20배에서 100배 이상 높은 것으로 추정된다. 지구 상의 땅의 거의 절반이 건조한 땅으로 덮여 있으며, 이는 열화에 취약하다. 매년 10억 톤 이상의 남아프리카의 토양이 침식으로 유실되고 있는데, 이는 계속되면 30년에서 50년 이내에 작물 수확량이 절반으로 줄어드는 결과를 초래할 것이다. 부적절한 토양 관리는 충분한 식량을 재배할 수 있는 능력을 위협하고 있다. 집약적인 농업은 토양의 탄소 수준을 감소시켜 토양 구조, 작물 성장 및 생태계 기능을 손상시키고 기후 변화를 가속화한다. 토양이 효과적인 탄소 제거원의 역할을 할 수 있기 때문에 농업 관행을 수정하는 것은 인정되는 탄소 제거 방법이다.
토양 관리 기술에는 노틸 농법, 바람 침식을 줄이기 위한 키라인 설계 및 방풍 장치, 유기물의 토양 재통합, 토양 염분화 감소 및 물 유출 방지가 포함된다.

#### 땅
전 세계 인구가 증가하고 식량 수요가 증가함에 따라 자원으로서 토지에 대한 압력이 존재하고 있다. 토지 이용 계획 및 관리에 있어서 토지 이용 변화가 토양 침식과 같은 요인에 미치는 영향을 고려하면 농부들이 가축을 방목하고 올리브, 채소, 곡물을 재배하는 중동의 건조 지역인 와디 지크랩의 연구에서 알 수 있듯이 장기적인 농업 지속 가능성을 뒷받침할 수 있다.
20세기를 돌아보면, 많은 복잡하고 어려운 삶의 환경 때문에 가난한 사람들에게 환경적으로 건전한 토지 관행을 따르는 것이 항상 실행 가능한 선택은 아니라는 것을 보여준다. 현재 개발도상국에서 토지 황폐화가 증가하는 것은 필요에 따라 지속 불가능한 농업 관행으로 강요되었을 때 소규모 농부들의 농촌 빈곤과 관련이 있을 수 있다.
토지 표면의 큰 부분을 농업으로 전환하는 것은 심각한 환경 및 건강상의 결과를 초래한다. 예를 들어, 인간과 동물 사이의 천연 완충액의 저하로 인한 동물원성 질환(2019년 코로나 바이러스 질병과 같은)의 증가로 이어져 생물의 다양성을 감소시키고 유전적으로 유사한 동물 집단을 더 많이 만든다.
땅은 지구상의 유한한 자원이다. 농경지의 확장이 생물의 다양성을 감소시키고 삼림 벌채의 원인이 될 수 있지만, 그림은 복잡하다. 예를 들어, 북유럽의 정착민들(바이킹스)이 북대서양의 페로 제도에 양을 들여온 것을 조사한 연구는, 시간이 지남에 따라, 땅의 미세한 구획이 풀을 뜯는 것보다 토양 침식과 퇴화에 더 큰 기여를 했다고 결론지었다.
유엔 식량농업기구는 앞으로 수십 년간 농경지가 습지의 매립, 산림의 경작 전환과 함께 산업 및 도시 개발로 계속 유실되어 생물 다양성의 상실과 토양 침식이 증가할 것으로 추정하고 있다.

#### 에너지
현대 농업에서 에너지는 농장 내 기계화, 식품 가공, 저장 및 운송 과정에 사용된다. 따라서 에너지 가격은 식품 가격과 밀접한 관련이 있는 것으로 밝혀졌다. 석유 또한 농업 화학 물질의 투입물로 사용된다. 국제 에너지 기구는 화석 연료 자원이 고갈됨에 따라 비 재생 에너지 자원의 가격이 높아질 것으로 예상한다. 따라서 재생 에너지를 포함한 '에너지 스마트' 농업 시스템으로 나아가는 것과 함께 식량 생산에서 화석 연료 에너지를 '분리'하는 조치를 취하지 않는다면 세계 식량 안보를 감소시킬 수 있다. 파키스탄에서 태양열 발전 관개의 사용은 농업 용수 관개를 위한 폐쇄적인 시스템이라고 한다.
사람들이 지역 제품을 사용한다면 교통 환경 비용을 피할 수 있을 것이다.

#### 물
일부 지역에서는 작물 성장을 위해 충분한 강우가 가능하지만 다른 많은 지역에서는 관개가 필요하다. 관개 시스템이 지속 가능하려면 적절한 관리(염수화를 피하기 위해)가 필요하고 자연적으로 보충할 수 있는 것보다 더 많은 물을 원천에서 사용해서는 안 된다. 그렇지 않으면 수원은 효과적으로 재생할 수 없는 자원이 된다. 우물 시추 기술과 수중 펌프의 개선은 점적 관개 및 저압 중심축의 개발과 결합하여 이전에 강우에 대한 의존만으로 성공적인 농업을 예측할 수 없었던 지역에서 정기적으로 높은 작물 수확량을 달성하는 것을 가능하게 했다. 그러나 이러한 발전에는 대가를 치른다. 오갈랄라 대수층과 같은 많은 지역에서 물은 보충할 수 있는 것보다 더 빨리 사용되고 있다는 것이다.
UC Davis Agricultural Sustainability Institute에 따르면, 평균 강우량이 있는 "평년"에도 가뭄에 강한 농업 시스템을 개발하기 위해 몇 가지 조치를 취해야 한다고 한다. 이러한 조치에는 정책 및 관리 조치가 모두 포함된다:
1. 물 절약 및 저장 수단 개선[77]
2. 가뭄 tolerant 작물 종 선정에 대한 인센티브 제공[78]
3. 부피가 줄어든 관개 시스템을 사용[79]
4. 물 손실을 줄이기 위한 농작물 관리[80]
5. 농작물을 전혀 심지 않는 것[81]

지속가능한 수자원 개발을 위한 지표로는 강우로 인한 연평균 하천의 흐름, 국외로부터의 유입량, 국외로부터의 유입량 비율, 총유출량 등이 있으며, 농업 관행으로 전 세계 담수의 69%를 소비하는 것으로 추정되고 있다.

## 사회적 요인

### 농촌경제발전
지속 가능한 농업은 하나의 광범위한 해결책으로 여러 문제를 해결하려고 시도한다. 지속 가능한 농업 실천의 목표는 농업으로 인한 환경 악화를 줄이는 동시에 작물과 그에 따른 식량 생산량을 증가시키는 것이다. 소규모 농업 공동체 내에서 농촌 경제 발전을 증가시키기 위해 지속 가능한 농업 실천을 사용하려고 시도하는 다양한 전략이 있다. 현대 담론에서 가장 인기 있는 두 가지 전략과 반대되는 전략은 자유 시장이 식량 생산을 결정하도록 허용하는 것과 식량을 인권으로 간주하는 것이다. 이 두 가지 접근법 모두 반드시 효과가 있는 것으로 입증되었다. 농업 공동체 내 농촌 빈곤 감소에 대한 유망한 제안은 지속 가능한 경제 성장이다. 이 정책의 가장 중요한 측면은 소규모 농업 경제의 안정화를 통해 경제 전반의 발전에 가장 가난한 농부들을 정기적으로 포함시키는 것이다.
2007년, 유엔은 지속 가능한 농업을 사용하는 것이 토지 사용을 확대하고 환경 영향을 줄이지 않고 세계 식량 안보에 도달하는 도구가 될 수 있다고 말하면서, "아프리카의 유기 농업과 식량 안보"에 대해 보고했다. 2000년대 초반부터 개발도상국들에 의해 제공된 증거는 그들의 공동체에 있는 사람들이 농업 과정에 포함되지 않을 때 심각한 해를 끼친다고 말한다. 사회 과학자 찰스 켈로그는 "마지막 노력으로, 착취당한 사람들은 고통을 땅에 전한다"라고 말했다. 지속 가능한 농업은 영구적으로 그리고 지속적으로 "구성원들을 먹여 살릴 수 있는" 능력을 의미한다.
농부들의 이익을 증가시키고, 지역 사회를 개선하고, 지속 가능한 관행을 계속할 수 있는 많은 기회들이 있다. 예를 들어, 우간다에서 유전자 변형 유기체는 원래 불법이었고, 바나나 박테리아 윌트가 수확량의 90%를 쓸어버릴 가능성이 있었던 우간다의 바나나 위기의 스트레스로 그들은 가능한 해결책으로 유전자 변형 유기체를 탐구하기로 결정했다. 정부는 국립 바나나 연구 프로그램의 일부인 과학자들이 유전자 변형 유기체로 실험을 시작할 수 있도록 허용하는 국가 생명 공학 및 생명 안전 법안을 발표했다. 이러한 노력은 상당한 부분이 그들이 직접 재배한 식량으로 먹고 살고 그들의 주요 생산물의 수확량이 안정적으로 유지될 것이기 때문에 지역 사회를 도울 가능성이 있다.
모든 지역이 농업에 적합한 것은 아니다. 지난 수십 년간의 기술 발전은 이 지역들 중 일부에서 농업이 발전할 수 있도록 했다. 예를 들어, 네팔은 높은 고도와 산악 지역을 다루기 위해 온실을 만들었다. 온실은 더 많은 농작물 생산을 가능하게 하고 폐쇄적인 시스템이기 때문에 물을 더 적게 사용한다.
담수화 기술은 소금물을 담수로 바꿀 수 있는데, 이는 공급이 제한된 지역의 물에 더 많이 접근할 수 있게 해준다. 이것은 자연 담수 자원을 감소시키지 않으면서 농작물의 관개를 가능하게 한다. 담수화는 농업을 지속하기 위해 필요한 지역에 물을 제공하는 도구가 될 수 있지만, 그것은 돈과 자원을 필요로 한다. 중국의 지역들은 물에 대한 접근성을 높이기 위해 대규모 담수화를 고려하고 있지만, 현재 담수화 과정의 비용은 그것을 비현실적으로 만든다.

### 여성들

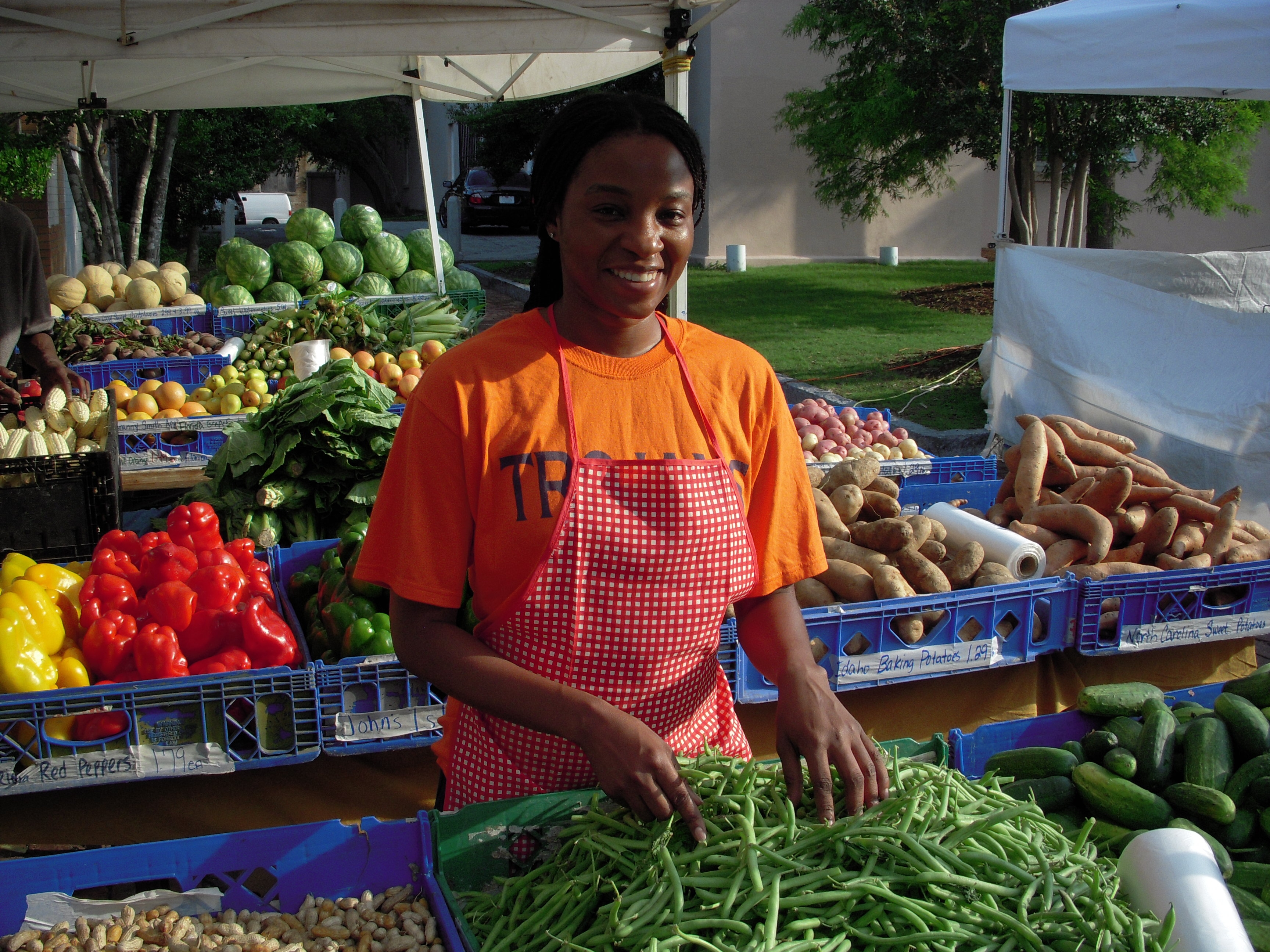
미국 농산물 시장에서 농산물을 판매하는 여성

지속농업에서 일하는 여성들은 학계에서 노동에 이르기까지 다양한 배경을 가지고 있다. 1978년부터 2007년까지 미국에서는 여성 농장 운영자의 수가 3배 증가했다. 1978년의 5%에 비해 2007년에는 여성이 14%의 농장을 운영했다. 성장의 많은 부분은 "전통적인 농업의 남성이 지배하는 분야" 밖에서 농사를 짓는 여성 때문이다.

### 직접 식량 재배하기
집 뒤뜰, 학교 등에서 가족이나 지역사회가 식량을 재배하는 관행은 1차 대전, 대공황, 2차 대전 당시 미국에서 널리 퍼졌고, 한때 미국 채소의 40%가 이런 방식으로 생산되기도 했다. 이러한 관행은 코로나19 대유행 시기에 다시 인기를 끌었고, 이 방식은 비교적 지속 가능한 방식으로 식량을 재배함과 동시에 가난한 사람들이 식량을 쉽게 구할 수 있게 해 주었다.

## 경제적 요인
환경 문제와 같이 전통적인 회계 시스템에서 다루지 않는 비용(농부에 의해 발생하는 직접적인 생산 비용만을 고려하는 것)을 외부성이라고 한다.
Netting은 역사를 통해 지속가능성과 소규모 농업의 집약적인 농업을 연구했다.
생태계 서비스, 생물 다양성, 토지 황폐화, 지속 가능한 토지 관리와 같은 외부성을 경제적 분석에 포함시킨 여러 연구들이 있다. 여기에는 지속 가능한 토지 관리와 지속 가능한 농업의 실천에 대한 경제적 비용-편익 분석을 확립하고자 하는 생태계와 생물 다양성의 경제 연구와 토지 황폐화 이니셔티브의 경제학이 포함된다.
3중 수익 구조는 재정적 수익과 함께 사회적, 환경적 구조를 포함한다. 물질 소비와 인구의 성장이 둔화되고 물질과 에너지 사용의 효율성이 급격하게 증가한다면 지속 가능한 미래가 실현될 수 있다. 이러한 전환을 위해서는 장기적 목표와 단기적 목표가 균형을 이루어 형평성과 삶의 질을 높일 필요가 있다.

## 도전과 논쟁

### 장벽
지속농업의 장벽은 세 가지 다른 차원을 통해 이해될 수 있다. 이 세 가지 차원은 지속가능성의 핵심 기둥으로 보여진다. 사회적 기둥은 사회가 태어나고 자라고 배우는 조건과 관련된 문제를 해결한다. 전통적인 농업 관행에서 벗어나 더 나은 사회와 조건을 만드는 지속가능한 새로운 관행으로 나아가는 것을 다룬다. 환경적 기둥은 기후 변화를 다루고 미래 세대를 위해 환경을 보호하는 농업 관행에 초점을 맞춘다. 경제적 기둥은 생계에 대한 차질을 최소화하면서 경제 성장과 안정을 육성하고 지속가능한 농업을 실천할 수 있는 방법을 발견한다. 세 가지 기둥 모두 지속농업 관행을 방지하는 장벽을 극복하기 위해 해결되어야 한다.
지속농업에 대한 사회적 장벽은 문화적 변화, 협업의 필요성, 인센티브, 새로운 법 제정 등을 포함하고 있으며, 전통적인 농업에서 지속가능한 농업으로 전환하기 위해서는 농업인과 소비자 모두에게 중요한 행동 변화가 필요할 것이다. 최소한의 합병증으로 지속가능한 관행으로 성공적으로 전환하기 위해서는 농업인 간의 협력과 협업이 필요하다. 이는 경쟁과 수익성을 중요하게 생각하는 농업인들에게 도전과제로 여겨질 수 있다. 농업인들이 농업 방법을 변화시킬 유인도 있어야 한다. 이러한 사회적 장벽을 극복하기 위해서는 지속가능한 농업을 의무화하거나 바람직한 공공 정책, 광고, 법률 등을 활용할 수 있다.

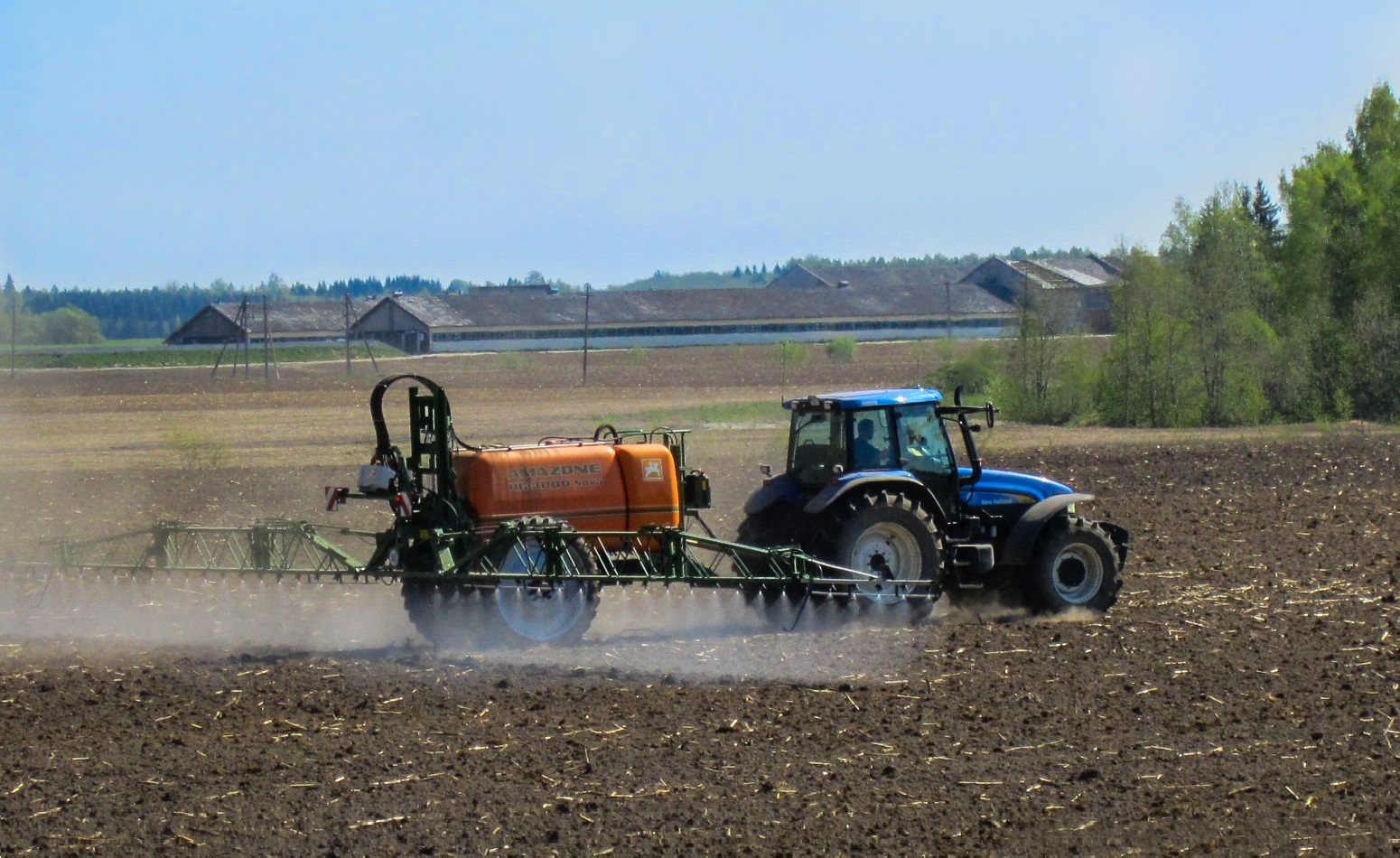
농약 사용은 농업에서 일반적인 관행으로 남아있다.

환경 장벽은 자연 생태계를 보호하고 보존하는 능력을 막는다. 이러한 장벽의 예로는 살충제의 사용과 기후 변화의 영향이 있다. 살충제는 생산량을 파괴할 수 있는 해충과 싸우기 위해 널리 사용되며 식품 가격과 생산 비용을 낮게 유지하는 데 중요한 역할을 한다. 지속 가능한 농업으로 나아가기 위해, 농부들은 인간의 건강과 서식지 모두에 해를 덜 끼치지만 더 높은 생산 비용을 수반하는 녹색 살충제를 사용하도록 권장된다. 기후 변화는 또한 빠르게 증가하는 장벽으로, 농부들이 거의 통제하지 못하는 장벽이며, 이는 장소 기반 장벽을 통해 볼 수 있다. 이러한 장소 기반 장벽은 생산에 손실을 초래할 수 있는 기상 조건, 지형, 토양 품질과 같은 요소를 포함하며, 이는 전통적인 관행에서 전환하기를 꺼리는 결과를 초래한다. 많은 환경적 이점은 또한 눈에 띄거나 명확하지 않다. 토양 및 영양분 손실률 감소, 토양 구조 개선, 유익한 미생물의 높은 수준과 같은 중요한 변화는 시간이 걸린다. 전통적인 농업에서는 잡초, 해충 등이 없어도 이점은 쉽게 볼 수 있지만, 토양과 주변 생태계에 대한 장기적인 비용은 숨겨져 있고 외부화된다. 기술 발전 이후의 전통적인 농업 관행은 생물 다양성 손실, 생태계 파괴, 수질 악화 등을 통해 환경에 상당한 피해를 입혔다.
지속가능한 농업 실천의 경제적 장애는 낮은 재정적 수익/수익성, 재정적 인센티브의 부족, 무시할 수 있는 자본 투자 등이며, 지속가능한 농업 실천의 채택 여부에는 재정적 인센티브와 상황이 큰 역할을 한다. 지속가능한 농업 방식으로의 전환에 필요한 인적, 물적 자본은 노동력의 훈련과 새로운 기술과 제품에 대한 투자가 필요하며, 이는 많은 비용을 수반한다. 또한, 전통적인 농업을 실천하는 농부들은 그들의 농작물을 대량 생산할 수 있으므로 수익성을 극대화할 수 있다. 이는 낮은 생산 능력을 장려하는 지속가능한 농업에서는 어려울 것이다.

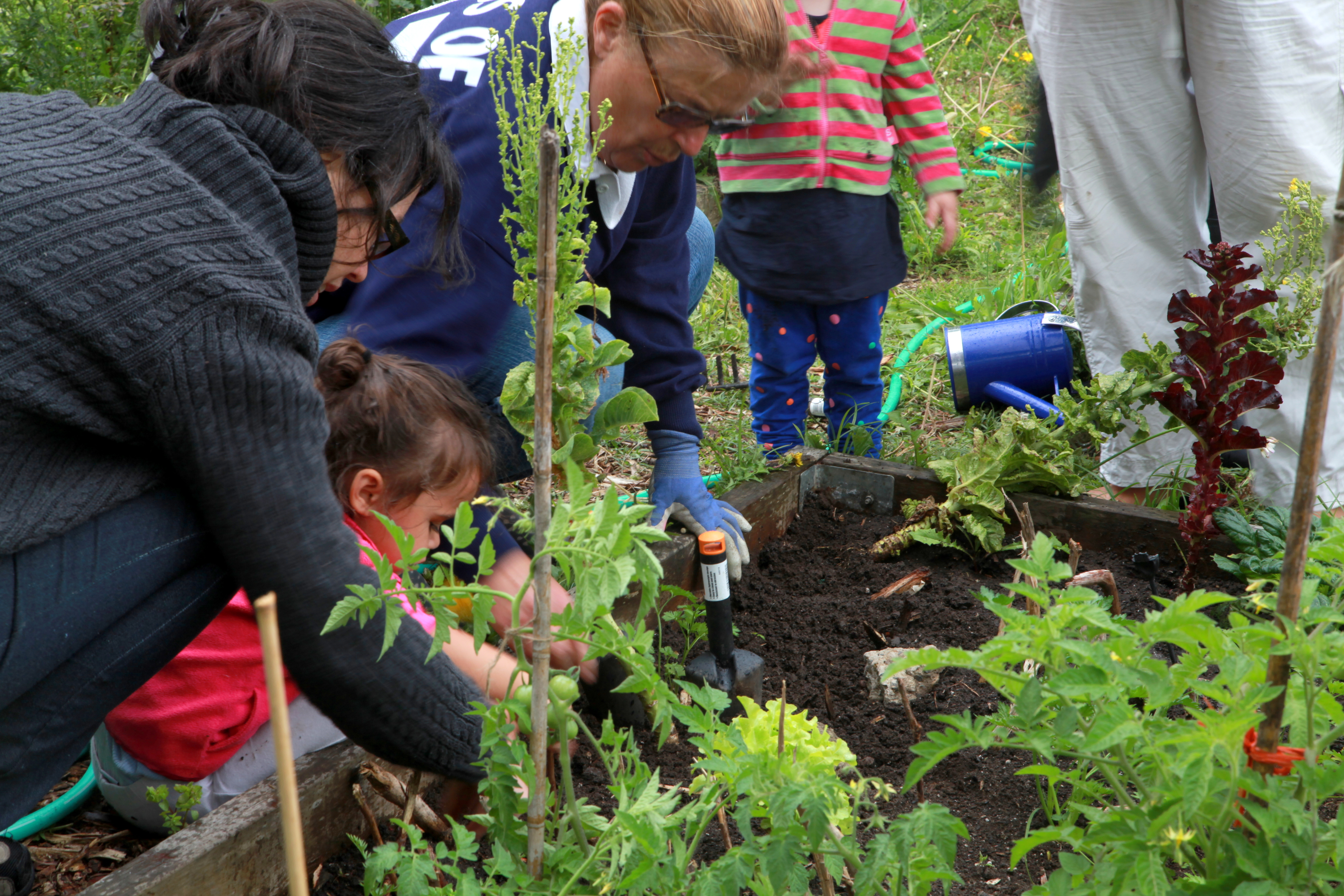
지역 사회 정원 가꾸기는 지속농업의 전망 있는 방법이다.

저자 James Howard Kunstler는 거의 모든 현대 기술이 나쁘고 고대의 전통적인 방식으로 농업이 이루어지지 않는다면 지속 가능성은 있을 수 없다고 주장한다. 더 지속 가능한 농업을 향한 노력은 지속 가능성 공동체에서 지지를 받지만, 이것들은 종종 점진적인 단계로만 간주되고 목적이 아니다. 지속 가능한 농업을 장려하는 한 가지 유망한 방법은 지역 농업과 지역 사회 정원을 통해서다. 지역 농산물과 농업 교육을 학교, 지역 사회, 그리고 기관에 통합하는 것은 소비자 수요를 이끌 갓 재배된 농산물의 소비를 촉진할 수 있다.
어떤 사람들은 에너지 사용량 대폭 감소, 생태발자국 최소화, 포장 소비재 감소, 식품 공급망이 짧은 지역 구매, 가공 식품 최소화, 가정 및 공동체 정원 증가 등 오늘날과는 매우 다를 수 있는 진정한 지속 가능한 안정된 상태 경제를 예측한다.

### 정의에 대한 다양한 관점들
농업과 관련하여 지속가능성의 정의에 대한 논의가 있는데, 생태중심적 접근과 기술중심적 접근의 두 가지 다른 접근법으로 정의할 수 있다. 생태중심적 접근법은 인간의 무성장 또는 저성장 수준을 강조하고, 소비 패턴 변화, 자원 배분 및 사용을 목표로 유기적이고 생물역학적인 농업 기술에 초점을 맞추고 있다. 기술중심적 접근법은 보존 지향적 농업 시스템과 같은 국가 주도의 산업 시스템 수정이 시행되어야 한다는 관점과 증가하는 식량 수요를 충족시키는 가장 좋은 방법이 생명공학이라는 주장에 이르기까지 다양한 전략을 통해 지속가능성을 달성할 수 있다고 주장한다.
지속농업이라는 주제를 두 가지 다른 시각, 즉 다기능 농업과 생태계 서비스를 통해 살펴볼 수 있다. 두 접근법은 비슷하지만 농업의 기능을 다르게 본다. 다기능 농업 철학을 채택한 접근법은 농장 중심 접근법에 초점을 두고 기능을 농업 활동의 산출물로 정의한다. 다기능의 중심 논거는 농업이 식량과 섬유의 생산 이외에 다른 기능을 가진 다기능 기업이라는 것이다. 이러한 기능에는 재생 가능 자원 관리, 경관 보전, 생물 다양성 등이 포함된다. 생태계 서비스 중심 접근법은 생태계로부터 개인과 사회 전체가 혜택을 받는다는 가정을 하고 있는데, 이를 생태계 서비스라고 한다. 지속가능한 농업에서 생태계가 제공하는 서비스는 수분, 토양 형성, 영양 순환 등이 있는데, 이들은 모두 식량 생산에 필요한 기능들이다.
또한 지속농업이 농업에 대한 생태계 접근법으로 가장 잘 고려되고 있다고 주장하고 있는데, 이를 농업 생태학이라고 한다.

### 윤리학
대부분의 농업 전문가들은 "지속 가능성이라는 목표를 추구해야 하는 도덕적 의무"가 있다는 것에 동의한다. 지속 불가능한 방법이 대규모로 사용될 경우 환경과 인구에 막대한 부정적인 영향을 미칠 것이기 때문에 어떤 제도가 그 목표에 도달할 수 있는 길을 제공할 것인가에 대한 주요 논쟁이 있다.

## 방법들

선정된 관리 관행 및 접근 방식의 사용 동향에 대한 국가의 평가

다른 관행들에는 단일 밭에서 다양한 수의 다년생 작물을 재배하는 것이 포함되며, 각 작물은 천연 자원을 두고 서로 경쟁하지 않기 위해 별도의 계절에 재배된다. 이 시스템은 질병에 대한 저항력을 증가시키고 토양의 침식 효과와 영양분 손실을 감소시킨다. 예를 들어, 성장을 위해 토양의 질산염에 의존하는 식물과 함께 콩과 식물의 질소 고정을 사용하면 토지를 매년 재사용할 수 있다. 콩과 식물은 한 시즌 동안 자라서 토양에 암모늄과 질산염을 보충하고, 다음 시즌에는 수확을 준비하기 위해 다른 식물을 밭에 심고 재배할 수 있다.
지속 가능한 잡초 관리 방법은 제초제 저항성 잡초의 발생을 줄이는 데 도움이 될 수 있다. 윤작에 콩과 식물을 사용하면 윤작도 질소를 보충할 수 있으며 자원을 보다 효율적으로 사용할 수도 있다.

목초지를 울타리 친 방목지로 분할한 순환 방목

지속 가능한 축산을 실천하는 방법도 많다. 방목 관리를 위한 일부 도구에는 방목 구역을 더 작은 영역으로 울타리를 치고, 가축 밀도를 낮추고, 방목장 간에 가축을 자주 이동시키는 것이 포함된다.

## 강화
증산은 증산의 목표이다. 지속가능한 증산은 생산량을 늘리고 동시에 환경적 결과를 개선하는 특정한 농업 방법을 포함한다. 농장의 원하는 결과는 더 많은 토지 경작이나 자연 서식지의 파괴 없이 달성된다. 순 환경 비용 없이 시스템 성능이 업그레이드된다. 지속가능한 증산은 유엔의 우선순위가 되었다. 지속가능한 증산은 구체적으로 더 광범위한 환경적 결과를 중요시함으로써 이전의 증산 방법과는 차별점을 가진다. 2018년까지, 100개국에서 총 1억 6천 3백만 농가가 지속가능한 증산을 사용할 것으로 예측되었다. 이것이 적용하는 농경지의 양은 4억 5천 3백만 ha의 토지이다. 그 토지의 양은 전세계 농장의 29%에 해당한다. 식량 안보, 인구 증가, 농업에 적합한 토지 감소에 대한 우려 등을 고려할 때, 토양 건강과 생태계 서비스를 유지하면서 높은 작물 수확량을 유지하기 위해서는 지속가능한 집약적 농업 실천이 필요하다. 생태계 서비스 역량이 수확량을 유지하거나 증가시키면서 비재생 투입물의 사용을 감소시킬 수 있을 만큼 충분히 강력하다는 것은 많은 논쟁의 대상이 되어 왔다. 동아시아의 관개 벼 생산 시스템의 최근 연구는 적어도 해충 관리와 관련하여 과즙 식물을 이용한 생물학적 방제의 생태계 서비스를 촉진하는 것이 표준 실천에 비해 5% 수확량 우위를 제공하면서 살충제의 필요성을 70% 감소시킬 수 있다는 것을 시사했다.
수직 농업은 연중 생산, 병해충 및 질병으로부터 격리, 통제 가능한 자원 재활용 및 운송 비용 절감의 잠재적 이점을 가진 개념이다.

### 물
관개의 필요성을 줄이고 대안적인 방법들을 사용함으로써 물 효율을 향상시킬 수 있다. 그러한 방법들은 가뭄에 강한 작물들에 대한 연구, 식물의 증산을 모니터링하고 토양 증발을 감소시키는 것을 포함한다.
가뭄에 강한 작물은 물 부족 문제를 극복하기 위한 수단으로 광범위하게 연구되어 왔다. 그들은 물이 거의 없는 환경에서 적응할 수 있도록 유전적으로 변형된다. 이것은 관개의 필요성을 줄이고 물을 보존하는 것을 돕기 때문에 유익하다. 비록 그들이 광범위하게 연구되어 왔지만, 대부분의 성공적인 종들이 물 보존에 전반적인 영향을 미치지 않을 것이기 때문에 의미 있는 결과들은 성취되지 않았다. 그러나, 예를 들어, 쌀과 같은 일부 곡물들은 가뭄에 강하도록 성공적으로 유전적으로 변형되었다.

### 토양과 영양분
토양 수정에는 재활용 센터의 퇴비를 사용하는 것이 포함된다. 야적장과 주방 쓰레기의 퇴비를 사용하는 것은 그 지역의 가용 자원을 사용한다.
토양수 증발은 식물을 심기 전 토양 경작을 자제하고 수확 후 식물 잔여물을 남겨두면 토양수 증발을 억제하고 토양 침식을 방지하는 역할도 한다.
토양 표면을 덮고 남은 농작물 잔재물은 물의 증발을 감소시키고 표면 토양 온도를 낮추며 바람의 영향을 감소시킬 수 있다.
인광석을 더 효과적으로 만드는 방법은 PSM으로 알려진 인산 용해 미생물과 같은 미생물 접종제를 토양에 추가하는 것이다. 이것들은 토양에 이미 있는 인을 용해시키고 그 인을 식물이 이용할 수 있도록 유기산 생산과 이온 교환 반응과 같은 과정을 사용한다. 실험적으로, 이러한 PSM들은 활강 높이, 건조 바이오매스 및 곡물 수확량 측면에서 작물 성장을 증가시키는 것으로 나타났다.
인 섭취는 토양에 있는 균근(mycorrhiza)과 함께하면 훨씬 더 효율적이다. 균근(mycorrhiza)은 토양에 인을 포함한 영양분을 흡수할 수 있도록 잘 갖춰진 식물과 곰팡이 사이의 일종의 상호주의적 공생 관계이다. 이 곰팡이들은 인이 알루미늄, 칼슘, 철에 의해 고정된 토양에서 영양분 섭취를 증가시킬 수 있다. 균근은 그렇지 않으면 사용할 수 없는 인을 용해시키는 유기산을 방출할 수도 있다.

### 해충과 잡초

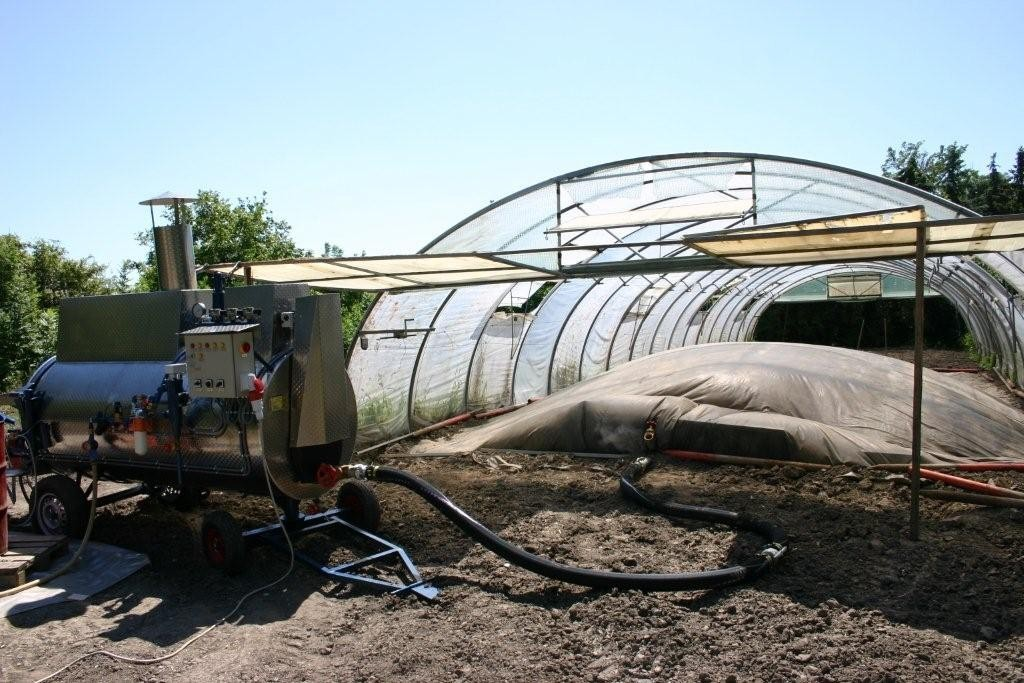
MSD/Moeschle 스팀 보일러를 이용한 시트 스팀 처리(왼쪽)

토양의 살균을 위한 화학약품의 대안으로서 토양 찜질이 사용될 수 있다. 다른 방법들로는 토양 내로 스팀을 유도하여 해충을 죽이고 토양 건강을 증진시키는 다른 방법들이 있다.
태양열화는 같은 원리에 기반을 두고 있으며, 토양의 온도를 높여 병원균과 해충을 죽이는 데 사용된다.
특정 식물들은 생물 훈증제, "천연" 훈증제로 사용하기 위해 작물을 자를 수 있으며, 분쇄되고 흙에 쟁기질하여 4주 동안 플라스틱으로 덮인다. 브라시카과 식물은 메틸이소티오시아네이트와 같은 많은 양의 독성 화합물을 방출한다.

### 위치
현재의 작물 재배지를 환경적으로 더 최적의 장소로 이전하는 한편, 당시 버려졌던 지역의 생태계가 재생될 수 있도록 하는 것은 전 세계 작물 생산의 현재 탄소, 생물 다양성 및 관개용수 발자국을 상당히 감소시킬 수 있으며, 국경 내에서만 이전할 수 있는 잠재력도 상당하다.

### 식물
지속가능성은 또한 작물 순환을 포함할 수 있다. 작물 순환과 피복 작물은 바람과 물로부터 표토를 보호함으로써 토양 침식을 방지한다. 효과적인 작물 순환은 작물에 대한 해충의 압력을 감소시킬 수 있고, 잡초 통제를 제공하고, 질병 축적을 줄이며, 토양 영양분과 영양 순환의 효율성을 향상시킬 수 있다. 이것은 비료와 살충제의 필요성을 줄여준다. 새로운 유전적 자원을 도입하여 작물의 다양성을 증가시키는 것은 단일 재배에서 재배했을 때보다 수확량을 10%에서 15% 증가시킬 수 있다. 다년생 작물은 경작의 필요성을 줄여 토양 침식을 완화시키는데 도움을 주고, 때때로 가뭄을 더 잘 견디고, 수질을 증가시키고 토양 유기물을 증가시키는데 도움을 줄 수 있다. 밀을 야생초인 중간 밀순 또는 가능한 그것과 밀의 실험적인 혼합물로 대체하는 것과 같이 기존의 연간 작물에 대한 다년생 대체물을 개발하려는 연구 프로그램이 있다. 화학 물질의 사용 없이 이 모든 것을 할 수 있는 것은 지속가능성의 주요 목표 중 하나이며, 이것이 작물 순환이 지속가능한 농업의 매우 중심적인 방법인 이유이다.

## 관련개념

### 유기농업
유기농업은 다음과 같이 정의할 수 있다:
지속가능성, 토양 비옥도 및 생물학적 다양성의 향상을 위해 노력하는 통합 농업 시스템과 드물게 예외적으로 합성 살충제, 항생제, 합성 비료, 유전자 변형 생물 및 성장 호르몬을 금지하는 것이다.

유기농업이 다른 대안이 없는 미국에서 소비자들이 이용할 수 있는 가장 지속가능한 제품을 생산할 수도 있다고 주장하는 사람들도 있지만, 유기산업의 초점은 지속가능성이 아니다.
2018년 미국 내 유기농 제품의 매출은 525억 달러에 달한다. USDA 조사에 따르면 미국인의 3분의 2가 적어도 가끔 유기농 제품을 소비한다.

### 생태농업
생태 농업은 지속 가능한 농업의 환경적 측면에 초점을 맞춘 개념이다. 생태 농업은 토양 침식 방지, 물 침투 및 유지, 부식균 형태의 탄소 격리, 생물 다양성 증가 등과 같은 생태계 서비스를 재생하는 유기를 포함한 모든 방법을 포함한다. 노틸 농업, 다종 커버 작물, 스트립 크로핑, 테라스 재배, 쉼터 벨트, 목초 재배 등을 포함하여 많은 기술이 사용된다.
생태농업을 실행할 때 사용되는 수많은 방법과 기술들이 있는데, 이들은 모두 더 지속 가능한 농업으로 이어지는 그들만의 독특한 이점과 실행을 가지고 있다. 농작물 유전적 다양성은 변화하는 기후에 민감할 수 있는 단일 재배 작물과 관련된 위험을 줄이기 위해 사용되는 한 가지 방법이다. 이러한 형태의 생물 다양성은 농작물이 더 회복력을 갖게 하고, 식량 안보를 증가시키며 장기적인 규모에서 현장의 생산성을 향상시킨다. 생물 소화기의 사용은 유기성 폐기물을 가연성 가스로 바꾸는 또 다른 방법인데, 이는 생태 농장에 여러 이점을 제공한다: 그것은 연료원으로 사용될 수 있고, 농작물과 연못을 위한 비료로 사용될 수 있으며, 유기물이 풍부한 폐기물을 제거하는 방법의 역할을 한다. 생물 소화기는 비료로 사용될 수 있기 때문에, 그것은 농장의 수확량을 유지하기 위해 필요한 산업용 비료의 양을 줄인다. 또 다른 사용된 기술은 양식 통합인데, 이는 동물과 농작물의 폐기물을 사용하여 그것들을 환경으로 침출되는 대신 사용될 양식장으로 전환시킨다. 물고기 연못으로부터 나오는 진흙은 농작물을 비료로 주는데 또한 사용될 수 있다.
유기 비료는 또한 동물 및 녹색 거름과 같은 생태 농장에서 사용될 수 있다. 이것은 토양 비옥도가 개선되고 잘 유지되도록 허용하고, 비용 감소와 수확량 증가로 이어지고, 산업 비료 (질소와 인)의 재생 불가능한 자원의 사용을 줄이며, 집중적인 농업 시스템에 의해 야기되는 환경적 압력을 줄인다. 비화학적 기술을 사용하여 해충을 효율적으로 제거하는 것에 집중하고 농장을 유지하는 데 필요한 경작물의 양을 최소화하는 정밀 농업 또한 사용될 수 있다. 정밀 기계의 예는 1센티미터 깊이만 경작하면서 작은 잡초의 대부분을 제거할 수 있는 거짓 종판 경작기이다. 이렇게 최소화된 경작물은 토양 교란으로부터 발아하는 새로운 잡초의 양을 줄인다. 토양 침식을 줄이는 다른 방법은 등고선 농업, 노지 경작, 그리고 테라스 경작을 포함한다.

### 이점들
- 생태농업은 농장의 생태적 지속가능성을 지원하기 위해, 가능하면 공생종의 도입을 포함한다. 관련된 이점은 생태 부채의 감소와 데드존의 제거를 포함한다.

- 생태농업은 세계적으로 지속 가능한 토지 관리 시스템을 만드는 것을 목표로 하는 선구적이고 실용적인 개발이며, 식량 생산과 농업 최종 산물에서 생물 다양성 유지의 중요성에 대한 검토를 장려한다.

- 하나의 예측 가능한 옵션은 토양 및 식물에 대한 집중 치료와 관련된 토양 및 식물 상황을 스캔하고 대응하는 전문화된 오토마타를 개발하는 것이다. 따라서, 생태농업으로의 전환은 정보화 시대를 가장 잘 활용할 수 있고, 로봇공학 및 전문가 시스템의 주요 사용자로 인식될 수 있다.

### 과제들
생태 농업 과학의 과제는 지속 가능하거나 심지어 재생 가능한 주류 생산적 식품 시스템을 달성할 수 있는 것이다. 생태 농업 분야에 진입하기 위해, 소비자에 상대적인 위치는 현재의 식품 운송과 관련된 연소 엔진 배출에 의해 생물권에 대한 피해를 최소화하는 데 도움이 되도록 식품 마일리지 요인을 감소시킬 수 있다.
생태 농장의 설계는 처음에는 지역 기후, 토양의 물리적 특성, 유익한 토양 보충을 위한 예산, 인력 및 이용 가능한 자동화와 같은 전통적인 농업과 같은 제한에 의해 제약을 받는다; 그러나 생태 농업 방법에 의한 장기적인 물 관리는 그 지역에 대한 물 이용 가능성을 보존하고 증가시킬 가능성이 있고, 비옥함을 유지하기 위해 훨씬 적은 투입량을 요구한다.

### 원칙
생태농업 특유의 어떤 원칙들이 고려될 필요가 있다.
- 식량 생산은 기원과 운명 모두에서 생태적이어야 한다(운명이라는 용어는 수확 후에 소비자에게 생산물을 가져다주는 생태발자국을 의미한다).

- 다양한 대체 제품을 제공하면서 생태계 서비스를 유지하는 종의 통합.

- 식품 마일리지, 포장, 에너지 소비 및 폐기물을 최소화한다.

- 전 세계의 기존 생태계에서 얻은 교훈을 활용하여 인간의 요구에 맞는 새로운 생태계를 정의한다.

- 토양 미생물에 대한 지식 기반(고급 데이터베이스)의 가치를 적용하여 Forest Gardens와 같은 생산적 시스템에서 권장되는 다양한 종류의 미생물을 보유함으로써 얻을 수 있는 생태학적 이점에 대한 발견을 평가하고 최적화할 수 있다. 예를 들어, 데니트리피어(denitrifier)라고 불리는 자연적으로 발생하는 미생물의 경우이다.

## 전통농업

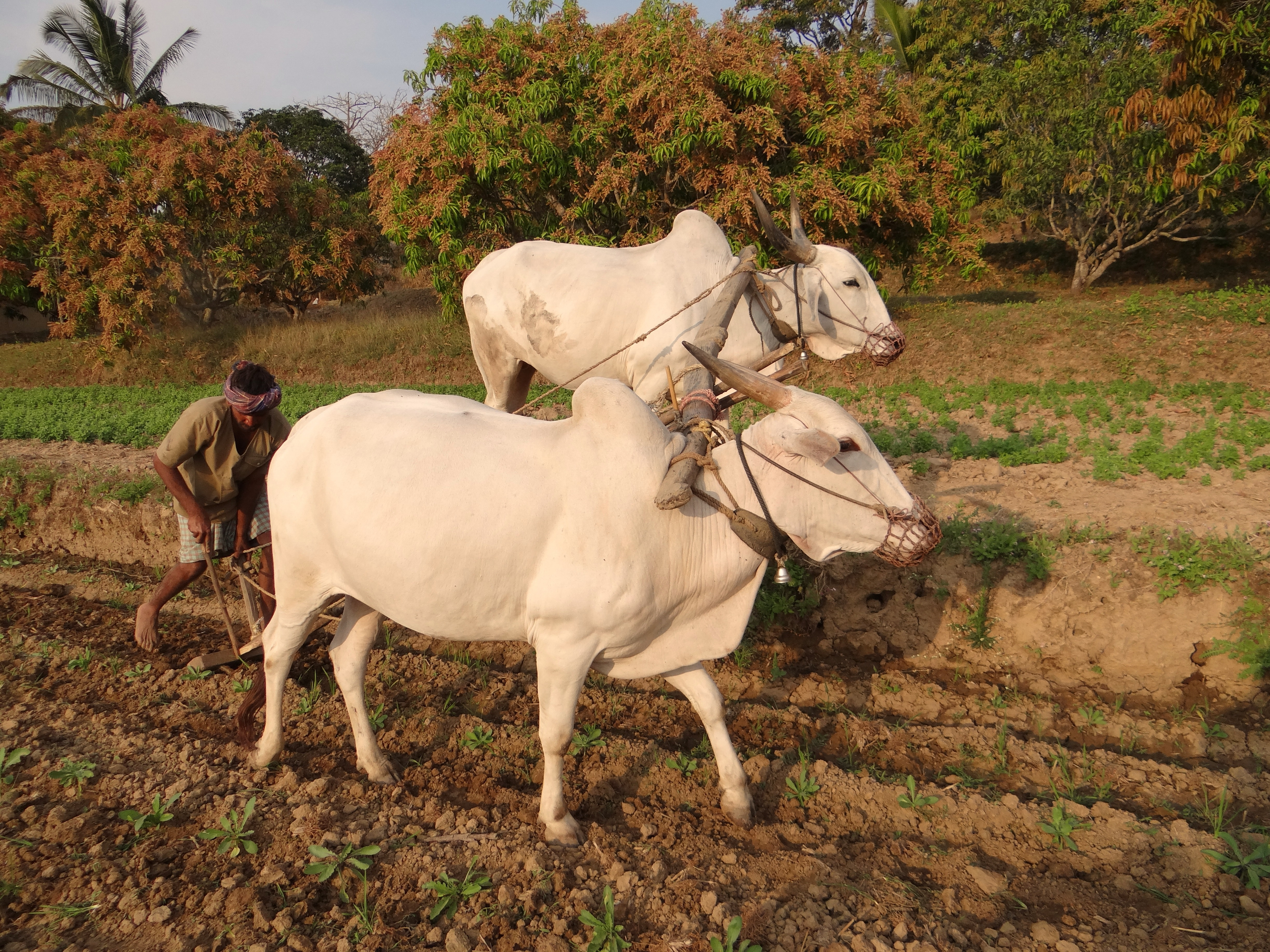
전통적인 농업의 연습

### 전통농업의 실천
흔히 본질적으로 파괴적인 것으로 간주되며, 슬래시 앤 번 또는 슬래시 앤 채팅 재배는 아마존에서 수천 년 동안 실행되어 왔다.
일부 전통적인 제도들은 다문화와 지속가능성을 결합한다. 동남아시아의 경우, 논에 있는 벼-생선 시스템이 쌀뿐만 아니라 민물고기를 키워 추가적인 생산물을 생산하고 인근 강들의 부영양화를 감소시켰다. 인도네시아의 변종은 벼, 어류, 오리 및 양치식물을 결합하는데, 그렇지 않으면 벼 성장을 제한할 수 있는 잡초를 오리가 먹어 노동력과 제초제를 절약하고, 오리와 어류의 거름은 비료를 대체한다.
볼리비아와 페루의 알티플라노 지역과 같은 세계의 특정 지역에서 최근에 경작지 농업이 부활하고 있다. 이것은 전통적인 와루 와루 경작지의 형태로 부활했는데, 이는 그러한 토양이 부족한 지역에서 영양분이 풍부한 토양을 만들어낸다. 이 방법은 매우 생산적이며, 최근에 그 지역의 토착 집단과 인근 아마존 분지에 의해 역사적으로 경작하기 어려웠던 토지를 활용하기 위해 활용되고 있다.
다른 형태의 전통적인 농업은 임업, 순환 작물 재배, 그리고 물 수확을 포함한다. 물 수확은 특히 건조한 지역과 계절에 사용되는 가장 크고 가장 흔한 관행들 중 하나이다. 에디오피아에서는, GDP의 반 이상과 수출의 80% 이상이 농업에 기인한다; 그럼에도 불구하고, 그것은 극심한 가뭄과 건기로 알려져 있다. 빗물 수확은 낮은 비용의 대안으로 여겨진다. 이런 종류의 수확은 가뭄 동안 사용하기 위해 비가 많이 오는 기간 동안 지붕의 물을 모으고 저장한다. 빗물 수확은 유출 관개, 지붕 물 수확, 그리고 홍수 확산에 집중함으로써 국가의 생존을 돕기 위한 큰 관행이다.

## 북미 토착농업

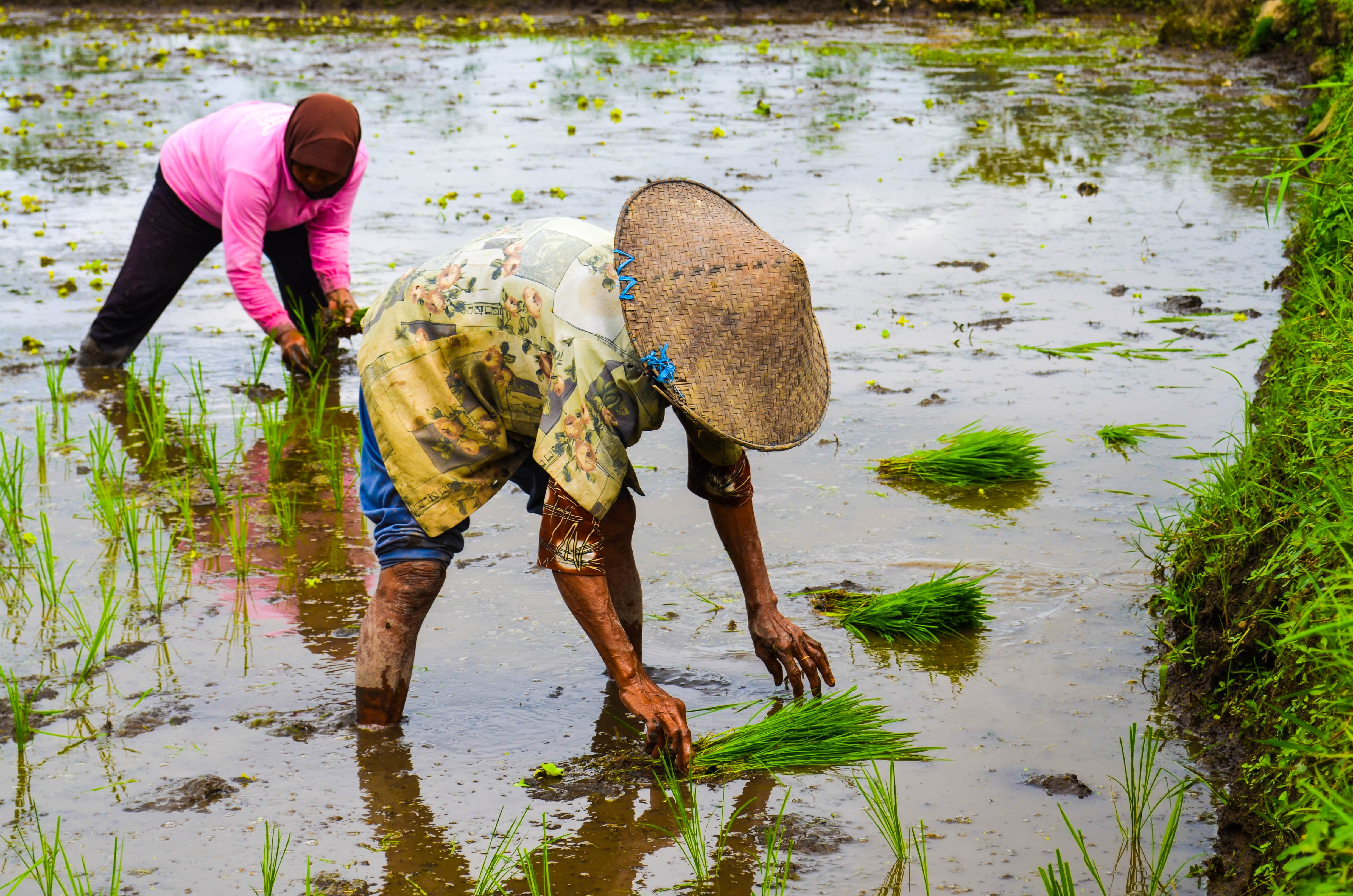
원주민 농업

미국의 북미 원주민들은 그들의 생계형 농업 기술을 통해 지속 가능한 농업을 실행했다. 많은 부족들은 그들의 지역 생태계에서 번성한 식물들로부터 그들만의 음식을 재배하거나 수확했다. 미국 원주민들의 농업 실행은 지역 환경에 특정적이고 자연적인 과정으로 일한다. 이것은 퍼머컬쳐(Permculture)라고 불리는 실행이고, 그것은 지역 환경에 대한 깊은 이해를 수반한다. 미국 원주민들의 농업 기술은 또한 지역의 생물 다양성을 그들의 실행 중 많은 것에 포함시키며, 이것은 그 땅이 건강하게 유지되도록 돕는다.
많은 토착 부족들은 같은 지역에 여러 작물들을 함께 심는 관행인 인터크롭을 그들의 농업에 통합시켰다. 이 전략은 작물들이 서로 교환된 영양분, 유지된 토양 수분, 그리고 서로를 위한 물리적인 지원을 통해 서로가 성장하도록 돕는다. 인터크롭으로 짝을 이룬 작물들은 종종 자원을 놓고 크게 경쟁하지 않는데, 이것은 그들이 각각 성공하도록 돕는다. 예를 들어, 많은 부족들은 쓰리 시스터즈 가든과 같은 방식으로 인터크롭을 활용했다. 이 원예 기술은 옥수수, 콩, 그리고 스쿼시로 구성된다. 옥수수 줄기가 콩을 지탱하고, 콩은 질소를 생산하고, 스쿼시는 수분을 유지함에 따라 이 작물들은 통합적으로 자란다. 인터크롭은 또한 해충 관리와 잡초 성장 방지를 위한 자연스러운 전략을 제공한다. 인터크롭은 종종 토양과 식물의 전반적인 건강을 개선하고, 작물 수확량을 증가시키며, 지속 가능한 자연스러운 농업 관행이다.
토착의 지속 가능한 농업의 가장 중요한 측면들 중 하나는 수확에 대한 그들의 전통적인 생태학적 지식이다. 아니시나베 부족은 "존경스러운 수확"이라고 알려진 이념을 따른다. 명예로운 수확은 사람들이 "필요한 것만 취하고 가져간 모든 것을 사용해야 한다"는 생각을 강조하는 일련의 관행이다. 식물을 수확할 때 여러 가지 규칙이 지켜지기 때문에 자원은 이 관행을 통해 보존된다. 이 규칙은 절대 첫 번째 식물을 가져가지 말아야 하고, 절대로 절반 이상의 식물을 가져가지 말아야 하며, 마지막 식물을 가져가지 말아야 한다. 이것은 미래의 식물 성장을 장려하고 따라서 그 지역의 식물의 지속 가능한 사용으로 이어진다.
아메리카 원주민들은 숲, 동물, 농작물을 함께 관리함으로써 삼림 벌채를 실천했다. 그들은 또한 통제된 화상과 은빛 재배를 통해 나무의 성장을 촉진하는 것을 도왔다. 종종 이러한 화상으로부터 남은 재는 그들의 농작물을 수정하는 데 사용되었다. 숲의 상태를 개선함으로써, 지역 야생동물 개체수도 증가했다. 아메리카 원주민들은 그들의 가축이 숲에서 방목하는 것을 허용했는데, 이것은 나무들에게 천연 비료를 제공하기도 했다.

### 재생 농업
재생 농업은 식품 및 농업 시스템에 대한 보존 접근 방식이다.재생에 초점을 맞추고, 생물 다양성 향상, 생태계를 개선, 생태계를 강화시키고 농업의 건강 및 농장을 강화시키고 농장을 강화, 농업의 건강 및 농장을 강화한다.관행은 가능한 농장에 많은 농장을 재활용하고, 농장에서 퇴비를 첨가하여 폐기물을 첨가한다.

### 대체방법

#### 퍼머컬쳐
(이 절은 퍼머컬쳐에서 발췌한 것이다)

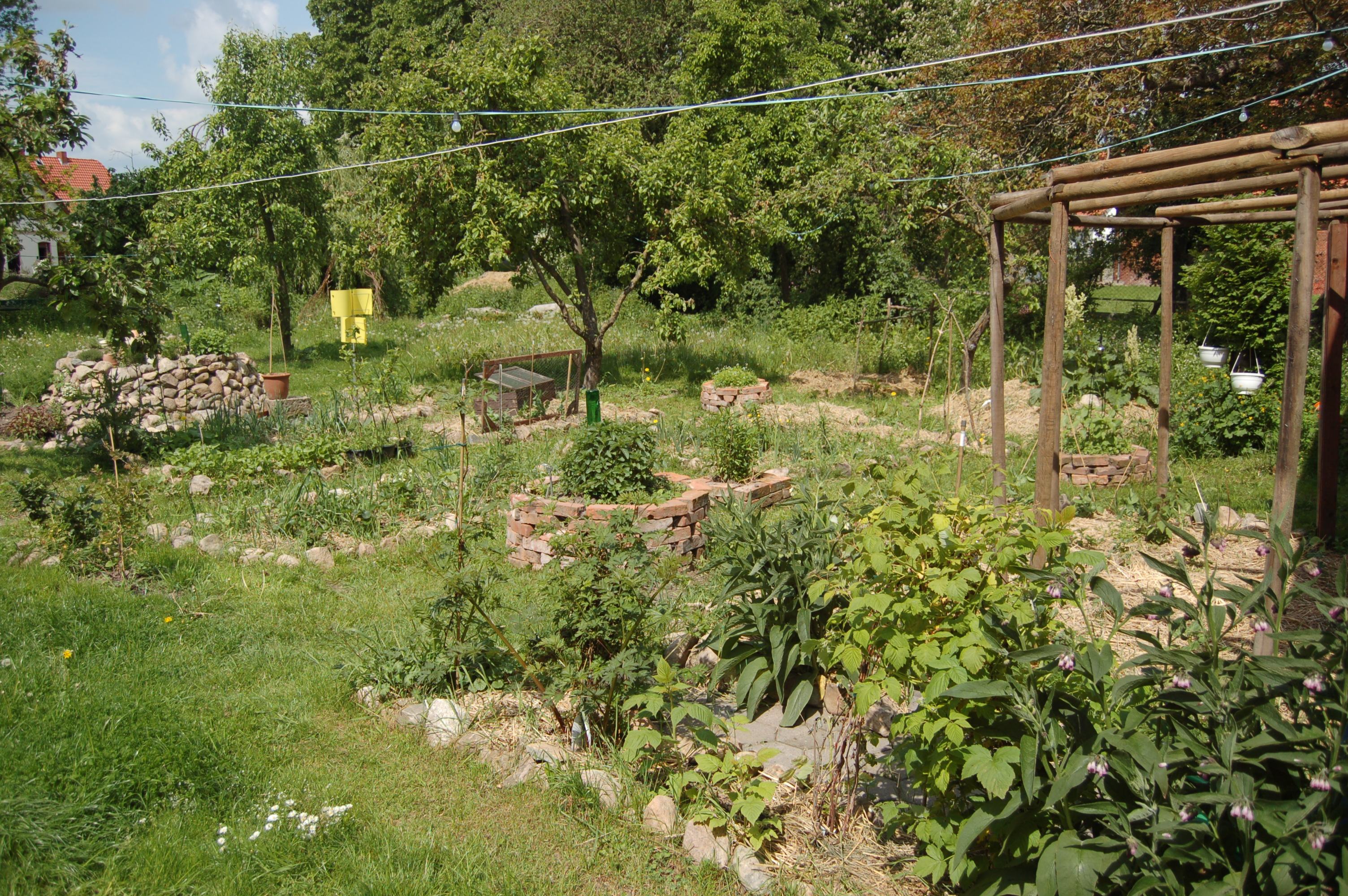
농법으로 재배한 텃밭

퍼머컬쳐는 자연 생태계가 번성하는 가운데 관찰되는 배열을 채택한 토지 관리와 정착 설계에 대한 접근법이다. 그것은 전체 시스템 사고를 사용하여 도출된 일련의 설계 원리를 포함한다. 그것은 재생 농업, 마을 계획, 야생화, 그리고 공동체 회복력과 같은 분야에서 이 원리들을 적용한다. 그 용어는 1978년 빌 몰리슨과 데이비드 홈그렌에 의해 만들어졌고, 그는 대신 농업에 더 전통적이거나 "자연적인" 접근법을 채택했다.
퍼머컬쳐는 생태설계, 생태공학, 재생설계, 환경설계, 건축 등 많은 분야가 있으며, 수자원 통합관리, 지속가능한 건축, 자연생태계를 모델로 한 재생 및 자가유지 서식지 및 농업시스템 등도 포함하고 있다.
퍼머컬쳐는 제안된 변화에 영향을 미치거나 그에 영향을 받는 흐름의 모든 물질과 에너지를 고려하여 전체 시스템 사고에 기반을 둔 창의적인 설계 과정을 사용한다. 실질적인 측면에서 그것은 예를 들어 육로의 흐름을 수정하기 전에, 단기적으로나 장기적으로 상류와 하류의 영향을 모두 충분히 고려한다는 것을 의미한다. 또는 무성한 식생과 같은 "문제"를 볼 때, 그것을 제거하거나 변경하는 것이 토양과 야생 동물에 어떤 영향을 미칠지, 그리고 이러한 상호작용하는 힘이 시공간에 걸쳐 어떻게 진화할지를 고려한다.
양식업은 형편없이 정의되고 비과학적이라는 이유로 비판을 받아왔다. 비평가들은 생산성 주장을 입증하고 방법론을 명확히 하기 위해 동료들이 검토한 연구를 선호하면서, 일화에 대한 의존도와 생태학적 첫 번째 원칙으로부터의 외삽을 줄일 것을 밀어붙였다. 대체 기술 센터의 피터 하퍼는, 양식업으로 통하는 것들의 대부분이 실제의 문제들과는 관련성이 없다고 제안한다.

#### 복작
다작목이 지속가능한 농업에 기여할 수도 있다는 증거는 제한적이다. 여러 다작목 연구들을 메타분석한 결과, 포식자 곤충의 생물 다양성은 단 한 번의 현금 작물과 피복 작물을 결합한 특정 두 작물 재배 시스템에서 기존의 것보다 더 높은 수확량을 보였다.
지속가능성에 대한 한 가지 접근법은 다년생 작물 품종을 이용한 다년생 작물 시스템을 개발하는 것이다. 그러한 품종은 벼, 밀, 수수, 보리 및 해바라기를 위해 개발되고 있다. 만일 이것들이 알팔파와 같은 콩과 식물성 피복 작물과 다년생 작물에서 결합될 수 있다면, 질소의 고정이 시스템에 추가되어 비료 및 살충제의 필요성을 줄일 수 있을 것이다.

#### 지역소규모농업
이용 가능한 도시 공간 (예를 들어, 옥상 정원, 커뮤니티 정원, 정원 공유, 유기농법 및 다른 형태의 도시 농업)의 사용은 지속 가능성에 기여할 수 있다. 일부 사람들은 게릴라 가드닝을 지속 가능성의 한 예로 간주한다 – 일부 경우에는 식용 식물의 씨앗이 지역 시골 지역에 뿌려졌다.

#### 수경재배 또는 무토양재배
수경재배는 휴면 배지를 사용하지 않고 최적의 생육환경을 조성하는 농업의 대안이다. 이 혁신적인 영농법은 토양의 건강성을 해치지 않으면서 작물의 수확량을 높이는 것이다. 이러한 지속가능한 영농법의 가장 큰 단점은 개발과 관련된 비용이다.

## 기준들

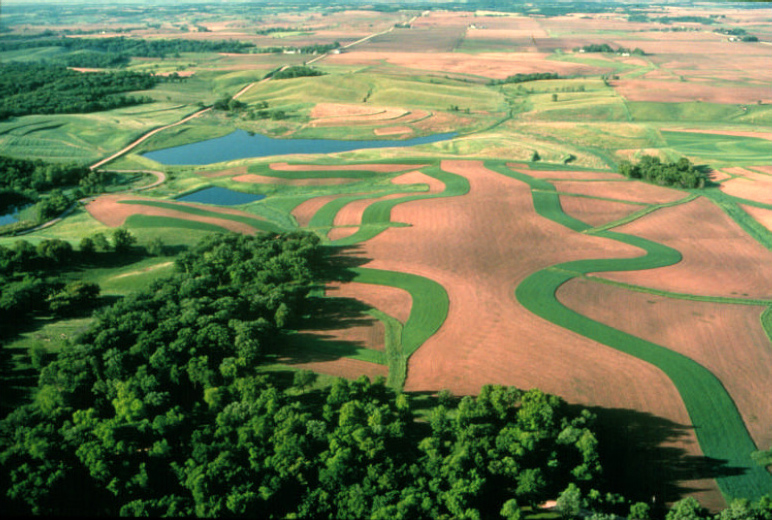

이 기준들이 농산물의 지속가능성을 결정하기 때문에 인증 제도들은 농업계와 소비자들에게 중요하다. 유기농 인증, 열대우림 연합, 공정 무역, UTZ Certified, GlobalGAP, Bird Friendly, 그리고 the Common Code for the Coffee Community (4C)를 포함하여, 수많은 지속가능성 기준과 인증 제도들이 존재한다. 이 기준들은 그들이 하고, 만들고, 성장하는 것들이 사람들과 환경을 해치지 않도록 생산자, 제조업자, 그리고 상인들이 따라야 할 규칙들을 명시한다. 이 기준들은 또한 상품이 특정한 경제적, 사회적, 그리고 환경적 지속가능성 측정 기준을 충족하도록 요구하는 사적인 기준인 VSS (Voluntary Sustainability Standards)라고도 불린다. 그 요구들은 상품 품질이나 속성들을 언급할 수 있지만, 운송뿐만 아니라 생산과 가공 방법들을 언급할 수도 있다. VSS는 대부분 비정부 기구 (NGO)나 민간 회사들에 의해 설계되고 판매되며, 그것들은 농부부터 소매업자들까지 가치 사슬의 위아래 주체들에 의해 채택된다. 인증서와 라벨은 VSS의 성공적인 시행을 알리기 위해 사용된다. ITC 기준 지도에 따르면, 표준으로 대부분 적용되는 상품들은 농산물이다. 약 500개의 VSS가 오늘날 커피, 차, 바나나, 코코아, 팜유, 목재, 면화, 그리고 유기농 농식품과 같은, 많은 개발도상국의 주요 수출에 적용된다. VSS는 부영양화, 물 사용, 온실 가스 배출, 그리고 자연 생태계 전환을 감소시키는 것으로 발견된다. 그러므로 지속가능한 농업을 위한 잠재적인 도구로 고려된다.
USDA는 농부들과 시설들의 국가화된 표준에 의해 지지되는 유기농 라벨을 생산한다. 인증을 위한 단계들은 어떻게 농산물들이 경작되고, 방목되고, 수확되고, 저장되고, 운송될지를 결정하는 유기농 체계 계획을 만드는 것으로 구성된다. 이 계획은 또한 농산물 주변에서 사용되는 물질들, 생산물을 보호하는데 필요한 유지, 그리고 생산물과 접촉할 수 있는 어떤 비유기농 제품들을 관리하고 감시한다. 유기농 체계 계획은 그 후 USDA 인증 기관에 의해 검토되고 검사된다. 일단 인증이 주어지면, 생산물은 USDA로부터 승인 스티커를 받고 생산물은 미국 전역에 배포된다. 농부들에게 책임을 묻고 미국인들이 유기농 농산물을 받고 있다는 것을 확실히 하기 위해, 이러한 검사들은 적어도 일년에 한 번 이루어진다. 이것은 생산물 유지를 통한 지속 가능한 인증 체계의 한 예일 뿐이다.

## 정책

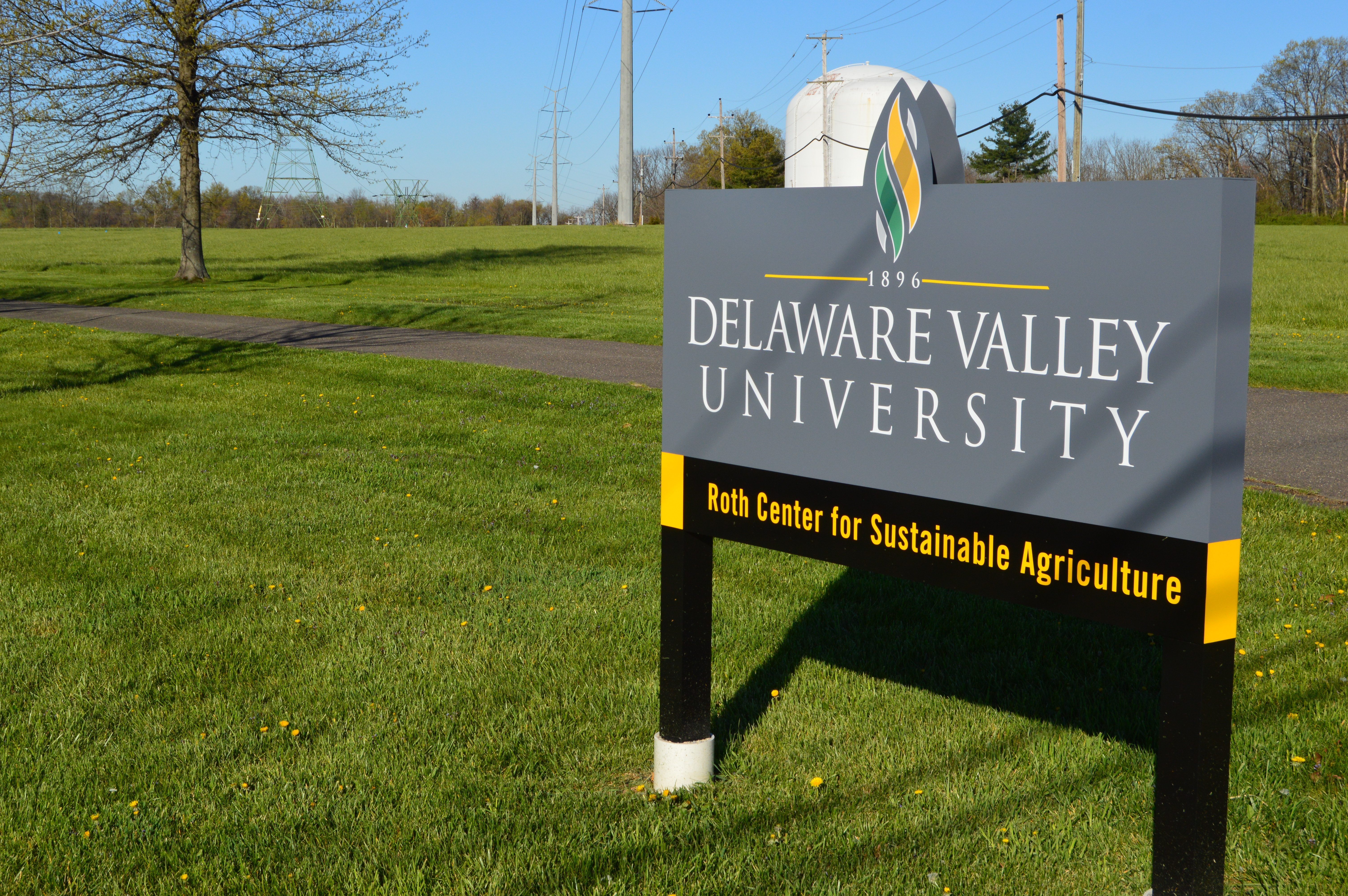
펜실베이니아주 몽고메리 카운티에 위치한 델라웨어 밸리 대학의 "지속가능한 농업을 위한 로스 센터(Roth Center for Sustainable Agriculture)

지속 가능한 농업은 환경 위험 감소에 관한 국제 정책의 주제이다.2011년에는 지속 가능한 농업과 기후 변화에 대한 정책 입안자들이 국제 기후 변화에 대한 정책 입안자들과 기후 변화에 대한 권고 사항을 충족시켜야 한다고 촉구했다.위원회는 기상 변동성과 기후 충격 증가율을 증가시키기 위해 농업 생산 시스템을 부정적인 영향을 줄 것이라고 강조했다.또한 국가 연구 예산, 토지 재활, 토지 재활, 인프라 개선, 인프라 개선, 인프라 개선, 인프라 개선 등을 포함한 내년 10년 동안 지속 가능한 농업에 대한 투자를 대폭 증가했다고 한다.

## 글로벌 레벨에서
2021년 미국 기후 변화 컨퍼런스가 지속 가능한 농업에 4억 달러 이상을 주겠다고 약속했다."저음식품"는 기술 솔루션에서 기술 솔루션에서 생산성을 집중하기 때문에 소비의 영향을 미치는 영향에 대해 우려를 표명했다.
게다가 정상회담은 CO2 배출량을 크게 줄여주는 협상, 석탄, 석탄, 메탄 배출, 메탄 배출량을 제한하고 메탄 배출 제한하고 메탄 배출량을 제한하고 있다.
11월에 기후행동 추적기는 현재의 정책으로 섭씨 2.7도의 온도 상승을 위한 세계적인 노력이 진행 중인 차이에 석탄과 천연 가스 소비가 주로 책임이 있기 때문에 현재의 목표가 세계적인 필요를 충족시키지 못할 것이라는 것을 발견했다고 보고했다. 그 이후, 같은 생각을 가진 개발도상국들은 개발도상국들이 부유한 국가들의 같은 요구사항들을 충족시키는 의무를 제거한 그 협정에 추가할 것을 요청했다.

### 유럽 연합
2020년 5월 유럽 연합은 농업을 더 지속 가능하게 만들기 위해 "From Farm to Fork"라는 이름의 프로그램을 발표했다. 프로그램의 공식 페이지에는 프란스 티머만(Frans Timmermans) 유럽 위원회 부위원장의 말이 인용되어 있다:
코로나 바이러스 위기는 우리 모두가 얼마나 취약하며, 인간 활동과 자연 사이의 균형을 회복하는 것이 얼마나 중요한지를 보여주었습니다. 그린딜의 핵심인 생물다양성과 농장에서 포크로 만드는 전략은 자연, 식량, 생물다양성의 새롭고 더 나은 균형을 가리키며, 이는 우리 국민들의 건강과 안녕을 보호하는 동시에 유럽연합의 경쟁력과 회복력을 증진시키기 위한 것입니다. 이러한 전략들은 우리가 시작하고 있는 대전환의 중요한 부분입니다.

이 프로그램은 다음과 같은 대상을 포함한다:
- 2030년까지 유럽연합 농업의 25%를 유기농으로 만드는 것
- 2030년까지 살충제 사용을 50% 줄인다
- 2030년까지 비료 사용을 20% 줄이다
- 영양소 손실을 최소 50% 줄인다
- 농업용 항균제와 양식용 항균제 사용을 2030년까지 50% 줄인다
- 지속 가능한 식품 표시를 만든다
- 2030년까지 음식물 쓰레기를 50% 줄인다
- 이 문제와 관련된 R&I에 100억 유로를 바친다[180]

### 미국

#### 1930~2000년 정책
뉴딜은 지속 가능한 농업을 촉진하는 정책과 프로그램을 시행했다. 1933년의 농업 조정법에 따라, 그것은 중요한 작물의 생산을 제한하는 공급 관리 체제를 만들기 위해 농부들에게 지불금을 제공했다. 이것은 농부들이 시장 기반 시스템에서 경쟁하지 않고 식량을 재배하는 것에 집중하도록 했다. 뉴딜은 또한 토양 상태를 개선하도록 명령하기 위해 그들의 밭의 일부를 파종하지 않거나 방목한 농부들에게 금전적인 동기를 제공했다. 협동조합 연장 서비스는 또한 USDA, 토지 허가를 받은 대학 및 지역 사회 간에 자금 지원 책임을 공유하는 설립되었다.
1950년대에서 1990년대는 정부가 농업정책으로 기조를 전환하여 지속가능한 농업을 중단한 시기였다. 1954년 농업법이 통과되어 농민들은 유연한 가격 지원을 받을 수 있게 되었지만 상품 프로그램에만 지원이 되었다. 1965년의 식품 및 농업법은 새로운 소득 지원 지급과 지속적인 공급 통제를 두었지만 가격 지원은 축소했다. 1973년의 농업 및 소비자 보호법은 가격 지원을 없애고 대신 목표 가격과 부족분 지급을 도입했다. 금리를 낮춤으로써 상품 작물을 계속 장려했다. 1985년의 식품 보안법은 상품 대출 프로그램을 계속했다. 미국 정부가 견제를 하는 대신 농장의 생산 생산량을 최대화하도록 장려했기 때문에 이러한 정책은 지속 가능성보다 이윤을 유인했다. 이는 농장이 크기가 커지고 옥수수, 밀, 면화와 같은 상품 작물을 더 많이 재배하면서 농장이 식품 공장으로 바뀌고 있다는 것을 의미했다. 1900년에서 2002년 사이 미국의 농장 수는 크게 감소한 반면 1950년 이후 농장의 평균 크기는 증가했다

#### 현재 정책
미국의 경우 미국 농무부(USDA)가 생산농업과 함께 천연자원 보전을 추구하는 데 관심이 있는 사람들을 위해 기술적, 재정적 지원을 제공하고 있다. SARE와 중국-영국 SAIN과 같은 프로그램을 통해 각각 지속가능한 농업 실천에 대한 연구와 농업과 기후변화에 대한 프레임워크를 촉진하는 데 도움을 주고 있다.

#### 미래 정책
현재, 그린 뉴딜과 함께 미국의 농업 시스템을 보다 지속 가능한 방향으로 나아갈 수 있는 정책들이 테이블 위에 있다. 이 정책은 1950년대에서 1980년대에 만들어진 대규모 상품 농장을 해체함으로써 농업 거버넌스의 분권화를 촉진한다. 농업 공동체 내의 분권화된 거버넌스는 기후 변화 완화, 식량 안보, 경관 규모의 생태적 스튜어드십에 집중하는 것을 돕기 위해 지역 차원에서 보다 적응적인 경영을 가능하게 할 것이다. 그린 뉴딜은 농부들이 산업 식량 체제로부터 전환하는 것을 지원하고 농업 생태학적 기술을 습득하기 위해 공공 인프라에 투자할 것이다. 뉴딜과 마찬가지로, 그것은 토지, 식량, 장비, 연구 시설, 인력, 훈련 프로그램과 같은 자원을 공유하고 재분배하기 위해 협동조합과 공유지에 투자할 것이다. 이 모든 정책과 프로그램은 지속 가능한 농부와 농업이 미국에서 일어나는 것을 막아왔던 장벽을 허물 것이다.

### 아시아

#### 중국
2016년 중국 정부는 보다 지속가능하고 건강한 식품 시스템을 달성하기 위해 중국의 육류 소비를 50% 줄이겠다는 계획을 채택했다.
2019년에 국가 기초 연구 프로그램 또는 프로그램 973은 과학과 기술 뒷마당(STB)에 연구 자금을 지원했다. STB는 전통적인 관행에 대한 지식을 새로운 혁신 및 기술 구현에 결합하는 상당한 소규모 농업 비율을 가진 농촌 지역에 종종 만들어진 허브이다. 이 프로그램의 목적은 전국에 걸쳐 지속 가능한 농업에 투자하고 부정적인 환경 효과를 거의 달성하지 못하면서 식량 생산을 증가시키는 것이었다. 이 프로그램은 궁극적으로 성공적인 것으로 입증되었으며, 연구는 전통적인 관행과 적절한 기술의 결합이 더 높은 농작물 수확량에 중요하다는 것을 발견했다.

#### 인도
식량·토지사용연합(FOLU)과의 협력으로 CEEW(에너지·환경·물 위원회)는 인도의 지속가능한 농업 관행과 시스템(SAPS)의 현황에 대해 개요를 제공했다. 인도는 정책입안자, 행정가, 자선가, 그리고 전통적인 투입 집약적 농업의 중요한 대안을 나타내는 다른 사람들을 통해 SAP를 확장하는 것을 목표로 하고 있다. 생각건대, 이러한 노력들은 농업 생태학을 조사 렌즈로 사용하여 농업, 순환 작물 재배, 빗물 수확, 유기 농업 및 자연 농업을 포함한 16개의 SAPS를 식별한다. 결정적인 이해에서, 지속가능한 농업은 인도의 주류와는 거리가 멀다는 것이 드러난다. 구조조정된 정부 지원과 지속가능한 농업의 혜택과 시행에 대한 엄격한 증거 생성을 포함한 SAPS를 촉진하기 위한 몇 가지 조치에 대한 추가 제안이 인도 농업에서 진행 중이다.
지속 가능한 농업의 세계를 탐험하기 위한 인도의 이니셔티브의 예는 교육자 프라가티 차스왈이 설립한 비영리 단체인 소우굿 재단에 의해 설정되었다. 그것은 초등학교 아이들에게 교외의 농장과 정원의 작은 농장에서 농사를 짓는 것을 도와줌으로써 지속 가능한 농업에 대해 가르치는 것으로 시작되었다. 오늘날 인도 델리의 많은 정부 및 사립 학교들은 그들의 학생들을 위한 지속 가능한 농업을 위한 소우굿 재단 교육 과정을 채택하고 있다.

### 그 외 나라

#### 이스라엘
2012년, 이스라엘 농업부는 지속 가능한 농업 정책에 대한 이스라엘의 헌신이 최고조에 달했다는 것을 알게 되었다. 이 정책의 큰 요인은 지속 가능한 농업을 더 작은 팔레스타인-아랍 공동체들이 접근할 수 있도록 만드는 프로그램들에 자금을 대는 것이었다. 그 프로그램은 생물 다양성을 창조하고, 지속 가능한 농업 방법으로 농부들을 훈련시키고, 농업 이해 관계자들을 위해 정기적인 회의를 개최하는 것을 의미한다. 반대자들이 그 계획이 새로운 사회적 구조를 만들고 정부가 더 많은 권력을 잡을 수 있는 도구를 만든다고 주장하기 때문에 이 계획은 모두에 의해 잘 받아들여지지 않았다.

## 역사
1907년에 미국 작가 Franklin H. King은 그의 책 40세기의 농부들에서 지속 가능한 농업의 장점들에 대해 논의했고 그러한 관행들이 미래에 농업에 필수적일 것이라고 경고했다. '지속 가능한 농업'이라는 문구는 호주의 농학자 Gordon McClymont에 의해 만들어졌다고 알려졌다. 그 용어는 1980년대 후반에 인기를 얻었다. 2002년 토론토에서 열린 국제 원예학 대회에서 국제 원예학회에 의한 원예의 지속 가능성에 대한 국제 심포지엄이 있었다. 2006년 서울에서 열린 다음의 회의에서, 그 원칙들은 더 자세히 논의되었다.
세계의 인구를 먹여 살릴 수 없는 이 잠재적인 미래의 무능력은 1800년대 초 영국의 정치 경제학자 토마스 맬서스(Thomas Malthus) 이래로 관심사였지만 최근 점점 더 중요해지고 있다. 20세기 말과 21세기 초에 시작하여 이 문제는 빠르게 증가하는 세계 인구에 대한 증가하는 불안으로 인해 미국에서 널리 논의되었다. 농업은 오랫동안 세계에서 가장 큰 산업이었고 상당한 토지, 물, 그리고 노동력을 필요로 한다. 21세기 전환 당시, 전문가들은 인구 증가를 따라갈 수 있는 산업의 능력에 의문을 제기했다. 이 논쟁은 세계적인 식량 불안정과 "기아 해결"에 대한 우려로 이어졌다.

## 같이 보기
- 로컬 푸드
- 자연농법
- 지속 가능한 발전
- 지속 가능한 에너지